# Histoire de la Californie

Drapeau de l'État de la Californie.

Vous lisez un « article de qualité » labellisé en 2007.
L'histoire de la Californie est l'histoire de l'État américain de Californie, qui existe depuis 1850, mais aussi celle du territoire beaucoup plus vaste que les Espagnols appelaient « Californie » à l'époque de la vice-royauté de Nouvelle-Espagne (capitale : Mexico), créée à la suite de la conquête de l'Empire aztèque par Hernán Cortés en 1521.
Lorsque les explorateurs espagnols l'atteignent au XVIe siècle, la Californie est habitée depuis plus de 13 000 ans par des tribus amérindiennes, dont le niveau économique et culturel est inférieur à celui des Aztèques, des Incas ou des Mayas.
Les Espagnols appellent alors « Californie » un vaste territoire semi-légendaire situé au nord-ouest et au nord de la Nouvelle-Espagne, dont l'exploration reste longtemps limitée : après les expéditions de Francisco de Ulloa (1539) et de Hernando de Alarcon (1540) dans le golfe de Californie et sur le cours inférieur du Colorado, et celle de Francisco Vásquez de Coronado sur la rivière Gila et jusqu'à l'actuel Kansas (1540-1542), à la (vaine) recherche des cités d'or, mythe médiéval remontant au XIIe siècle, ces territoires plutôt pauvres et décevants sont laissés de côté durant le XVIIe siècle.
Au cours du XVIIIe siècle, les Britanniques et les Français commencent à s’intéresser à la Californie, suivis par les Russes au début du XIXe siècle.
La colonisation espagnole commence en réaction à cette menace, à partir de 1765, sous l’impulsion de Charles III. Cette colonisation repose sur trois piliers : les missions, chargées de la conversion des Amérindiens ; les presidios, qui assurent la défense du territoire ; les pueblos, où résident les colons. En 1768, est créée la province de Californie (Californias, capitale : Monterey), qui inclut en principe les vastes territoires de l'intérieur. Cette province est divisée en 1804 entre Basse-Californie (capitale : Loreto) et Haute-Californie (Monterey).
À la suite de l’indépendance du Mexique (1821), les deux provinces entrent dans la fédération mexicaine. Mais tandis que la Basse-Californie reste ensuite mexicaine (États de Basse-Californie et de Basse-Californie du Sud), la Haute-Californie est cédée aux États-Unis en 1846 après la guerre américano-mexicaine, dans le cadre de la « cession mexicaine » des territoires au nord du Rio Grande.
Cette période est marquée par la ruée vers l’or de 1848 qui fait affluer plus de 200 000 colons dans le nouveau territoire, dont la partie ouest devient le 31e État de l’Union en 1850 sous le nom de « Californie ». Mais l'ancien territoire de la Haute-Californie est aujourd'hui réparti entre plusieurs autres États américains, notamment le Nevada, le Colorado et l'Arizona.
La Californie, qui fait partie de l'Union (le Nord) lors de la Guerre de Sécession, se développe rapidement grâce au chemin de fer. Ce développement n’est entravé au XXe siècle que par les problèmes de l’eau et de la pollution, qui sont toujours d’actualité, tout comme ceux liés à l’immigration et aux tensions raciales.

Sceau de l'État de la Californie.

## Période précolombienne

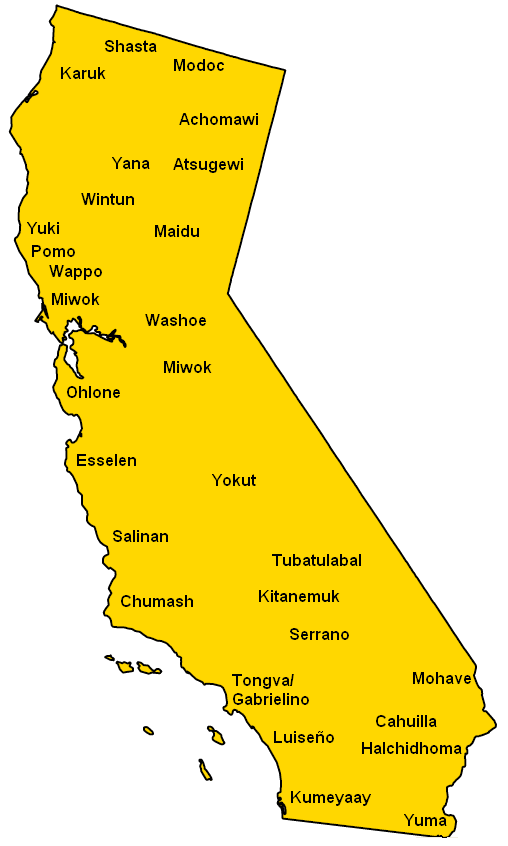
Carte localisant les principaux peuples et tribus amérindiennes avant l'arrivée des Européens.

La géographie de la Californie, riche et diverse, et son climat de type méditerranéen ont permis aux Hommes, de s’y installer dès la Préhistoire. En effet, l’eau est abondante (l’océan Pacifique et fleuves : Colorado) et le climat est tempéré (étés secs, hivers doux). Cependant, une grande partie de la Californie est montagneuse, puisqu'elle est bordée par la Sierra Nevada, dont le point culminant est le mont Whitney, elle possède aussi des déserts très chauds, comme la Vallée de la Mort.
On connaît très peu de choses sur la préhistoire californienne. Les restes de l’Arlington Springs Man (en),, retrouvés sur l’île Santa Rosa (à l'époque île de Santa Rosae), située au sud de la Californie, indiquent que la région est habitée depuis au moins la dernière ère glaciaire (Glaciation Wisconsin), il y a environ 13 000 ans (fin du Paléolithique supérieur). C'est le plus ancien squelette humain connu d'Amérique du Nord.
D’après les anthropologues, cette population aborigène descendrait des peuplades plus anciennes qui passèrent d’Asie (Sibérie) en Amérique du Nord lorsque les deux continents étaient encore reliés, vers la fin du Pléistocène, par un bras de terre (Voir Théories du premier peuplement de l'Amérique).
Les Amérindiens étaient divisés en de nombreuses tribus réparties à travers le territoire, dont les Chumash, Maidu, Miwok, Modoc, Mohave, Ohlone et Tongva, ainsi qu’une centaine d’autres. Ces groupes parlaient une diversité de langues (environ une centaine) telles que le chimariko, esselen, karok, salinan, washo ou yana. Leur mode de vie était différent selon leur localisation, d'où la difficulté de généraliser : sur la côte, par exemple, les Chumash vivaient de pêche et de collecte des coquillages depuis le IIIe millénaire av. J.-C. tandis qu’à l'intérieur des terres, les Amérindiens avaient recours à l’irrigation et utilisaient l’eau pour cultiver des melons, du maïs, des haricots et des potirons.
Les chercheurs ont traditionnellement établi six aires culturelles à l’intérieur desquelles les différents peuples partageaient des mœurs et des caractéristiques semblables : territoires de la Californie du Sud, Californie centrale, Californie du nord-ouest, du nord-est, du Grand Bassin et du fleuve Colorado. Selon leur localisation géographique, les tribus entrèrent en contact à des époques différentes avec les colons européens : celles vivant sur les côtes du Sud et du centre rencontrèrent les Espagnols et les Anglais dès le milieu du XVIe siècle, tandis que celles occupant l'intérieur des terres et les régions plus reculées furent isolées jusqu'au milieu du XIXe siècle, rendant leurs situations très différentes.

## Période des explorations

### Un territoire mythique
Le nom de « Californie » est récent : il apparaît dans un roman de chevalerie écrit en 1496 et publié en 1510 à Séville, Las sergas de Esplandián de Garci Rodríguez de Montalvo, ouvrage appartenant au cycle d'Amadis de Gaule.
Rodriguez écrit :

« Sache qu'à main droite des Indes il y a une île appelée Californie très proche du bord du paradis terrestre ; elle est peuplée de femmes noires, sans aucun homme parmi elles, car elles vivent à la façon des Amazones. Elles étaient belles et robustes, de valeur fougueuse et de grande force. L'île était grande, avec ses rochers escarpés. Leurs armes étaient toutes en or. Elles domptaient des animaux sauvages et leur mettaient des harnais. Dans toute l'île, il n'y avait aucun métal sinon de l'or. »

La notion d'« île de Californie » a pour effet une très longue erreur cartographique : après l'exploration du golfe de Californie (« mer de Cortés ») en 1539-1540, la péninsule de Basse-Californie va être pendant deux siècles cartographiée en Europe comme une île, comme sur cette carte : 

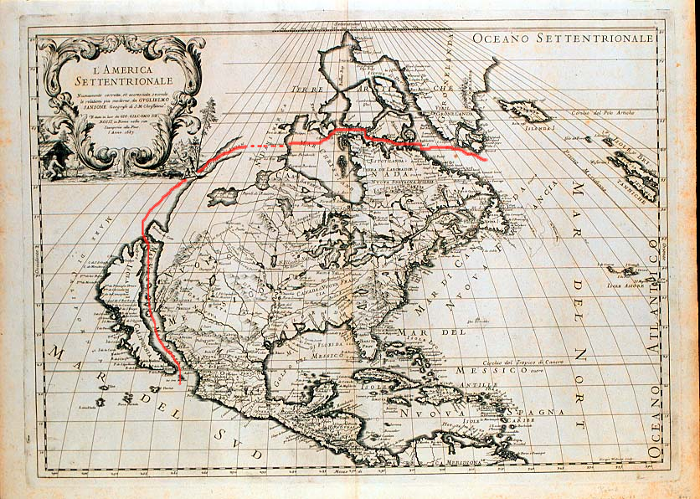
L'Amérique du Nord selon Guillaume Sanson, Rome, 1687.

La ligne rouge suit un passage imaginaire vers la baie d'Hudson, le détroit d'Anián.
C'est seulement au XVIIIe siècle qu'on trouve des cartes correctes :

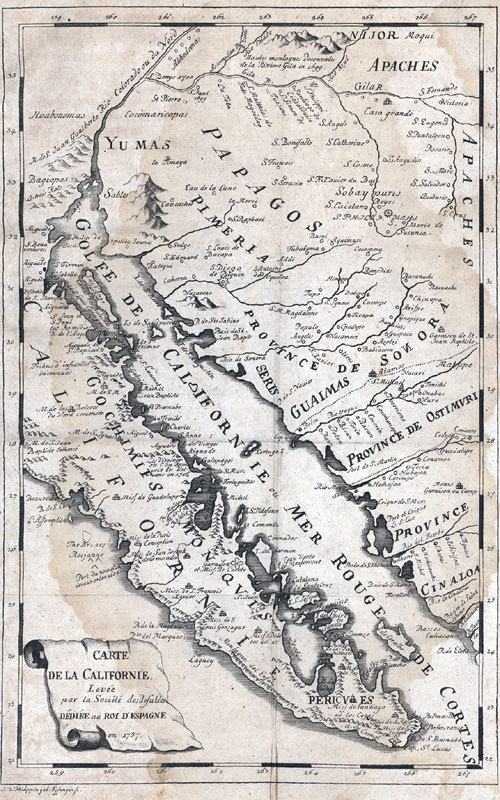
Carte de la Californie, 1766.

De plus, le mythe de l'île de Californie interfère très vite avec le mythe d'origine castillane des cités d'or, qui remonte au XIIe siècle : à la suite de la prise de Mérida par les Almohades en 1150, apparaît la légende des Sept évêques de Mérida qui auraient fondé Sept cités d'or (notamment « Cibola », dont le nom est encore connu) sur une île située dans l'océan Atlantique (la « mer Océane »).
Enfin, l'île de Californie est liée avec un troisième mythe géographique, celui du détroit d'Anián, passage espéré entre l'océan Atlantique et l'océan Pacifique, pendant du détroit de Magellan au sud. Dans les années 1520 et 1530, on pense qu'au nord de la Nouvelle-Espagne se trouve un vaste archipel permettant ce passage.

### Les explorations commanditées par Hernan Cortés (1532-1539)

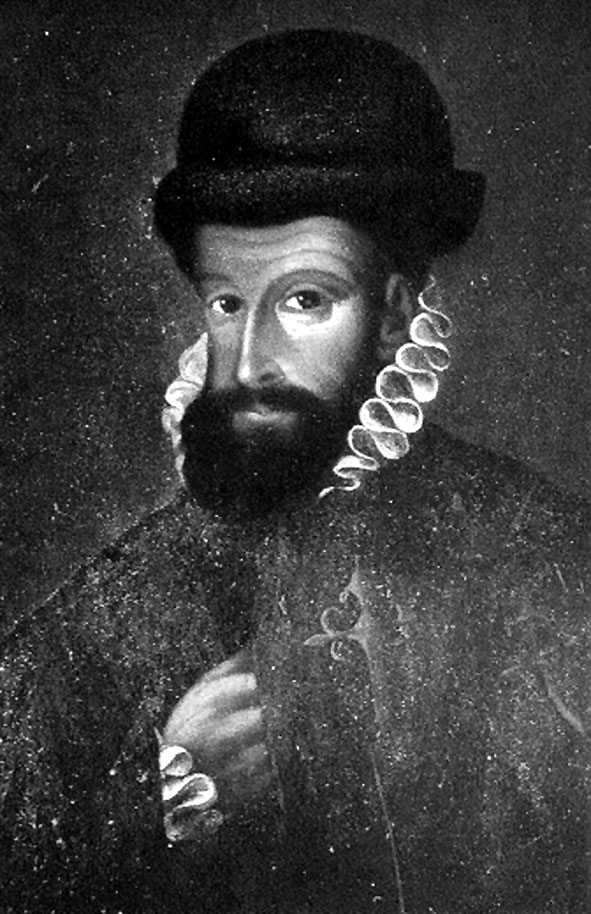
Hernan Cortés.

Aux environs de l’année 1530, la rumeur[réf. nécessaire] parvient à Nuño Beltrán de Guzmán, gouverneur de la Nouvelle-Galice, que les Sept Villes de Cibola ont des rues pavées d’or et d’argent.
À la même époque, à Mexico, le capitaine général Hernán Cortés est attiré par des histoires semblables décrivant Ciguatan, une contrée merveilleuse située loin au nord-ouest, qui serait peuplée par des Amazones et abonderait en or, en perles et en pierres précieuses. Se disant que ces rumeurs et légendes recèlent peut-être un soupçon de vérité et désigneraient un même endroit, une expédition est lancée pour essayer de découvrir ce pays.[réf. nécessaire]
En 1529, Hernan Cortés, capitaine général de la Nouvelle-Espagne depuis 1521, rentre en Espagne pour négocier avec la Couronne l'exploration des territoires situés au nord de la Nouvelle-Espagne ainsi que les îles du Pacifique. De retour à Mexico en 1530, il lance en 1532 une première expédition, confiée à Diego Hurtado de Mendoza, qui découvre les îles Tres Marias, puis disparaît en mer. En 1533, une deuxième expédition, dirigée par Diego de Becerra, découvre l'archipel des Revillagigedo, puis débarque sur la péninsule de Basse-Californie, dans la baie de La Paz, sans autres suites, du fait que ce sont des marins mutinés (qui ont tué Becerra), dirigés par Fortún Ximénez, qui accostent là et provoquent les indigènes qui les obligent à repartir après avoir tué Ximénes.
Cortés mène lui-même une expédition en 1535. Il parvient à son tour à la baie de La Paz. Il donne à cet endroit le nom d'« île de Santa Cruz », fonde la ville qui est aujourd'hui La Paz et y installe un poste, sous le commandement de Francisco de Ulloa. Puis il rentre à Mexico, où le vice-roi Antonio de Mendoza arrive en novembre, Cortés restant capitaine général. Mendoza fait revenir la garnison de Santa Cruz.
Ce n'est qu'en 1539 que Cortés lance une quatrième expédition, commandée par Francisco de Ulloa. Celui-ci atteint le fond du golfe de Californie, qu'il appelle « mer de Cortés », et découvre notamment l’embouchure du Colorado. Puis il redescend vers le sud, contourne la pointe de la péninsule et remonte jusqu’à l’île Cedros.
C’est à l’issue de ce voyage qu’apparaît pour la première fois le nom de « Californie » pour désigner le nouveau territoire.[réf. nécessaire]

### La recherche d’un passage vers les Indes
D’autres explorateurs ont plutôt recherché dans cette région un moyen d’accéder plus rapidement à l’Asie (c’était le motif du voyage de Christophe Colomb). Dès le XVIe siècle, des galions espagnols revenant des Philippines longent les côtes californiennes pour descendre ensuite vers Acapulco. Le Portugais João Rodrigues Cabrilho désire ainsi y trouver le mythique Détroit d’Anián, aussi appelé Northwest Passage par les navigateurs britanniques. Œuvrant pour la Couronne d’Espagne, il organise une expédition de deux bateaux, le Victoria et le San Salvador, qui partent de la côte occidentale de ce qui est aujourd’hui le Mexique, en juin 1542. Il débarque le 28 septembre dans la baie de San Diego et revendique au nom de l’Espagne ce qu’il pense être l’île de Californie (l'insularité de la Californie a été longtemps revendiquée par les Espagnols pour des motifs politiques ; elle fut remise en cause par des explorations sur le terrain à partir de la deuxième moitié du XVIIe siècle).
Poursuivant sa route, il découvre l’île San Miguel, l’une des îles composant les Channel Islands de Californie. Il désire aller plus au nord pour essayer de découvrir l’hypothétique passage, mais meurt durant le voyage, et le reste de l’expédition est mené par Bartolomé Ferrelo, le pilote de l’expédition, qui arrive jusqu’à la frontière moderne entre les États de Californie et de l’Oregon en suivant le dernier vœu de Cabrilho, à savoir explorer la côte jusqu’au bout. Ferrelo doit cependant rebrousser chemin lorsqu’une forte tempête endommage les nefs et coûte la vie à de nombreux marins. C’est pendant ce voyage que sont faites les premières descriptions des Amérindiens de Californie par les Européens et que l’Alta California (Haute-Californie) est découverte.
Par la suite, en 1579, l’explorateur anglais Francis Drake, en naviguant le long de la côte californienne, découvre le 17 juin ce qu’il décrit comme un excellent port naturel, où la réparation et le réapprovisionnement de ses navires sont possibles. Drake revendique cette nouvelle terre, qu’il appelle Nova Albion en l’honneur de la reine Élisabeth Ire. On ignore cependant où se situait ce port ainsi que l’étendue exacte des terres revendiquées.

### LeXVIIesiècle

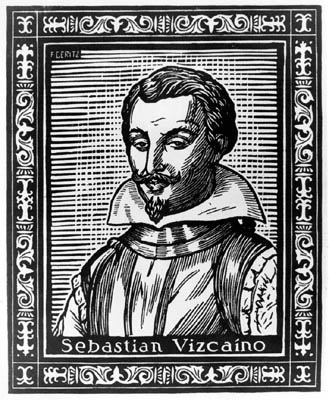
Sebastián Vizcaíno.

En 1602, Sebastián Vizcaíno poursuit l’exploration de la côte jusqu’à la baie de Monterey, où il arrive le 16 décembre, et fait un schéma détaillé des eaux côtières de la Californie, qui va être utilisé jusqu'au début du XIXe siècle. Il renomme beaucoup d’endroits déjà explorés par les Espagnols au siècle précédent. D’autres expéditions de moindre importance se succèdent : celles de Tomas Cardova en 1610 et 1636, de Francisco Ortega en 1632 et 1636, de Luis Cestin de Canas en 1642, de Porter y Casanate en 1644, de Bernal de Pinadero en 1667, et celle d’Ysidro Otondo en 1683.
Jusqu'au XVIIIe siècle, aucune colonie n'a été établie en Californie. L'Espagne préfère centrer son attention sur le Mexique, le Pérou et les Philippines, et si elle prétend contrôler toutes les terres touchant l'océan Pacifique, dont la Californie, elle ne profite réellement de la région que grâce aux diverses explorations citées plus haut. Les autres puissances coloniales ne considèrent pas, elles non plus, la Californie comme un territoire intéressant. Elle est perçue comme une région sauvage ne possédant à première vue que peu de ressources, ce qui n'intéresse pas les colons ; de plus, son accès est difficile, que ce soit par voie terrestre ou maritime, au regard des moyens de l'époque. Il faut attendre le siècle suivant pour que la Californie paraisse plus attractive et accessible.

## Période de l'Empire espagnol

### La colonisation

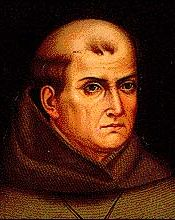
Junípero Serra.

Carte des Californies

La menace d’une incursion des Russes depuis l’Alaska et d'une possible concurrence de la Grande-Bretagne pousse Charles III à organiser une colonisation de la Californie en 1765. Cependant, l’empire colonial espagnol n’a plus vraiment les moyens de procéder à un effort aussi important : ce sont donc les frères franciscains, protégés par quelques troupes, qui vont être les pivots de cette colonisation. Entre 1774 et 1791, plusieurs expéditions sont menées pour explorer la région du nord-ouest du Pacifique, alors dernière terra incognita en Amérique, mais le roi décide de limiter l’action espagnole en ne dépassant pas la Californie du Nord, à cause du coût trop important d’un tel projet.
En mai 1768, l’inspecteur général José de Gálvez organise une grande expédition. Le capitaine Gaspar de Portolà se porte volontaire pour la diriger. L’expédition terrestre arrive sur le site de l’actuelle San Diego le 29 juin 1769 et y établit le Presidio de San Diego. Avide de fouler la baie de Monterey, le groupe avance vers le nord le 14 juillet. Il se déplace rapidement, arrivant à l’actuelle Los Angeles le 2 août, à Santa Barbara le 19 août, et à l’embouchure de la Rivière Salinas le 1er octobre 1769. Le 31 octobre, le groupe atteint, pour la première fois, la baie de San Francisco, bien que les navires espagnols aient navigué le long de la côte durant près de deux cents ans, sans la découvrir. Le groupe retourne à San Diego en 1770. Laissant le capitaine Pedro Fages responsable du presidio, de Portolà retourne au Mexique vers San Blas le 9 juin.
À la suite de cette expédition, la colonisation va commencer à travers trois éléments : l'installation des missions, des « presidios » et des pueblos.

### Les missions
Junípero Serra, un franciscain espagnol d’origine majorcaine, fonde la chaîne des missions de l’Alta California avec la Mission San Diego de Alcalá en 1769 dont l’église est consacrée le 16 juillet. Plus tard la même année, il suit de Portolà au nord et atteint Monterey en 1770, où il fonde une seconde mission, celle de San Carlos Borromeo.
Le 17 septembre 1776, une expédition espagnole fonde un presidio (fort) à San Francisco et le 9 octobre la mission nouvellement construite est dédiée à San Francisco de Asis (saint François d’Assise). En 1794, les neuf missions de Californie regroupent 4 650 Amérindiens et 38 franciscains. Le nombre des missions atteint les 21 en 1821.

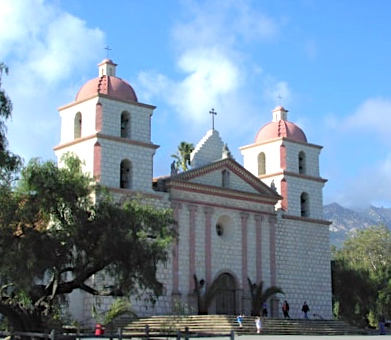
Mission Santa Barbara.

Les missions de Californie comprennent une série d’avant-postes religieux établis par les jésuites, franciscains et dominicains espagnols, dans le but d’étendre la doctrine catholique parmi les Amérindiens locaux, mais aussi pour fournir à l’Espagne des colonies et des ressources. Les missions introduisent l’industrie et la nourriture européenne dans la région. Elles sont souvent petites, avec deux pères et six ou huit soldats ; elles sont construites et entretenues par le travail des Amérindiens sans rétribution. Elles comprennent des quartiers pour les Amérindiens, logés dans des cabanes, des bâtiments agricoles, des ateliers et une église. En plus du « presidio » (fort royal) et du pueblo (la ville), la mission était l’un des trois piliers majeurs de l’Espagne pour consolider et agrandir ses colonies.
Les différentes tribus indigènes ne réagissent pas toutes de la même manière à l’arrivée des missions : certaines coopèrent activement avec les Espagnols tandis que d’autres font acte de résistance, passivement ou activement. Le refus de coopérer, la destruction volontaire du matériel, voire la fuite, constituent leurs principales méthodes ; les soldats espagnols y répondent de manière sévère. Cependant, des révoltes plus importantes éclatent à plusieurs reprises. Ainsi, la première mission fondée par Serra est incendiée par les Amérindiens quelques mois à peine après sa fondation ; en 1775, la mission de San Diego est attaquée et un Franciscain assassiné ; enfin, en 1781, les Yuma tuent une trentaine de soldats et quatre missionnaires. Kevin Starr (en) décrit la situation comme un « état de guerre entre les colons espagnols et la majorité des Amérindiens de la région », et ce durant toute l'époque espagnole. Conséquence directe de la colonisation, la population amérindienne diminue rapidement sous l’effet des maladies : on pouvait recenser environ 300 000 Amérindiens en Californie en 1769 ; ils ne sont plus que 200 000 en 1821.

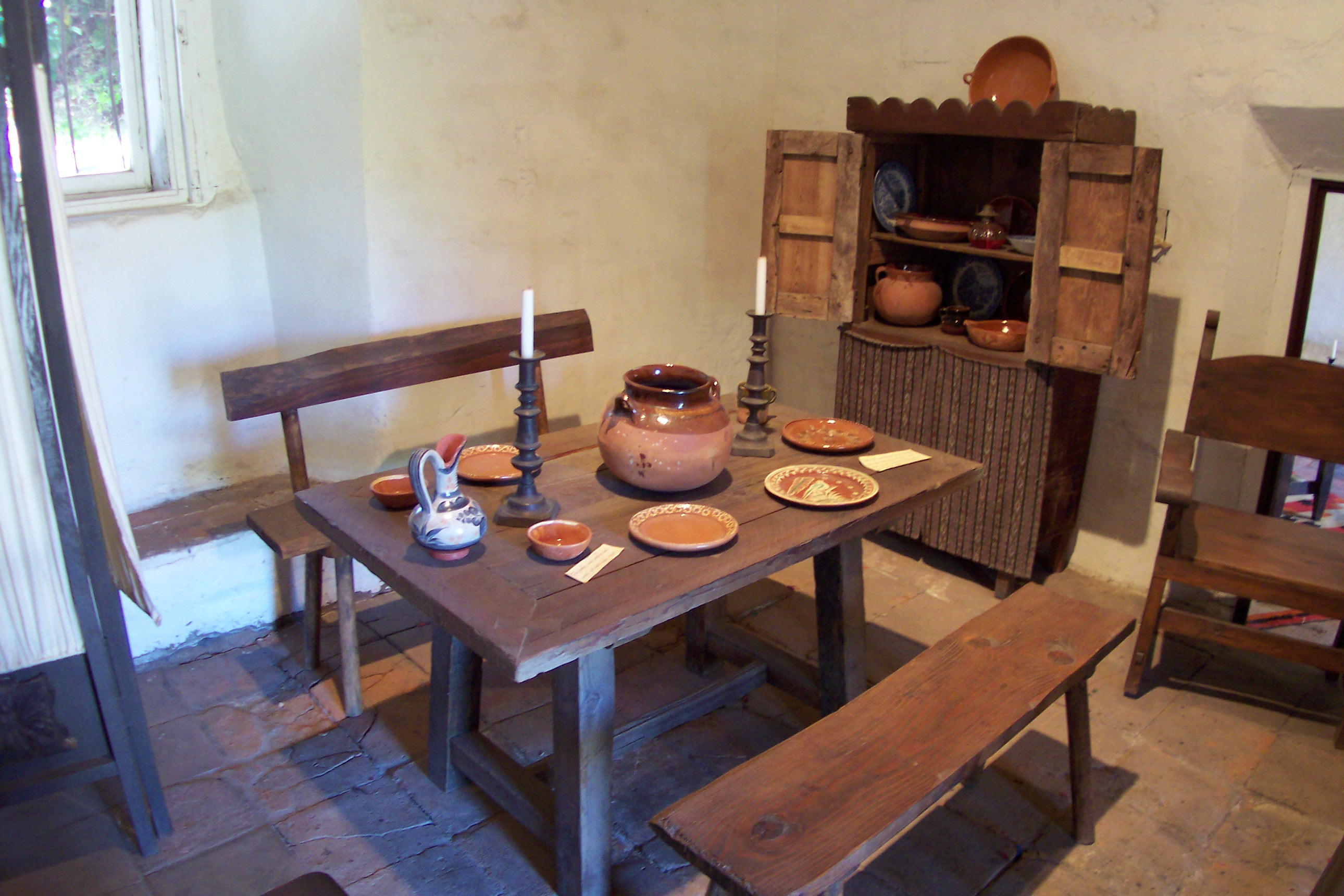
Mission San Juan Capistrano.

Les avis divergent quant à l’impact qu’ont eu les missions sur les Amérindiens. Le débat a ressurgi dans les années 1980 lorsque Jean-Paul II a procédé à la béatification de Junipero Serra, une personnalité controversée, souvent traitée de manière hagiographique par ses biographes catholiques et dont la sculpture a été choisie pour représenter la Californie au Capitole des États-Unis, avant d'être réétudiée par l'historiographie contemporaine, notamment à partir des années 1980. Plusieurs articles dans les journaux avaient des titres comme « Serra : Saint or Sinner? » (« Serra, Saint ou pécheur ? ») du journal The Sacramento Bee ou de la BBC . Aujourd'hui encore l'enseignement de cette époque de l'histoire de la Californie est controversé, les conditions de vie souvent dures des nouveaux convertis et le rôle des Européens dans la grande baisse de population citée plus haut étant parfois occultés. Les historiens notent que les tribus de la côte ont été les plus touchées, tandis que celles qui n’avaient pas ou peu de contact avec les Espagnols ont beaucoup moins souffert, que ce soit des épidémies apportées par les colons ou des missions.

### Districts militaires et presidios

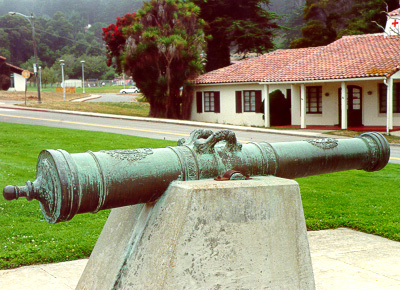
Présidio de San Francisco.

Quatre « presidios » sont placés stratégiquement le long de la côte californienne et servent à protéger les missions et les autres installations espagnoles. Chacun de ces forts fonctionne comme une base d’opérations pour une région spécifique. Ils sont organisés comme suit :
- Presidio de San Diego, fondé en 1769, est responsable de la défense de toutes les installations du premier district.
- Presidio de Santa Barbara, fondé en 1782, est responsable de la défense de toutes les installations du second district.
- Presidio de Monterey, fondé en 1770, est responsable de la défense de toutes les installations du troisième district.
- Presidio de San Francisco, fondé en 1776, est responsable de la défense de toutes les installations du quatrième district.
- Presidio de Sonoma, ou « caserne de Sonoma », est établi en 1836 par Mariano Guadalupe Vallejo comme une partie de la stratégie mexicaine visant à stopper l’influence russe dans la région.

### Les pueblos
En parallèle se développent plusieurs villes. La première fondée est San José en 1777. El Pueblo de Nuestra Señora la Reina de los Angeles del Río de Porciúncula, connue aujourd’hui sous le nom de Los Angeles, apparaît en 1781 ; et la troisième communauté est Villa de Branciforte en 1797 (Santa Cruz). Les villes sont dirigées par un alcalde (pouvoir exécutif et justice) ou maire, dont le pouvoir est presque illimité dans son pueblo, bien qu’il reste sous les ordres du représentant militaire du gouverneur, le comisionado. L’alcalde sert de président au conseil de la ville ou ayuntamiento, composé de regidores, et qui dirige les affaires générales du pueblo.

### Influences étrangères

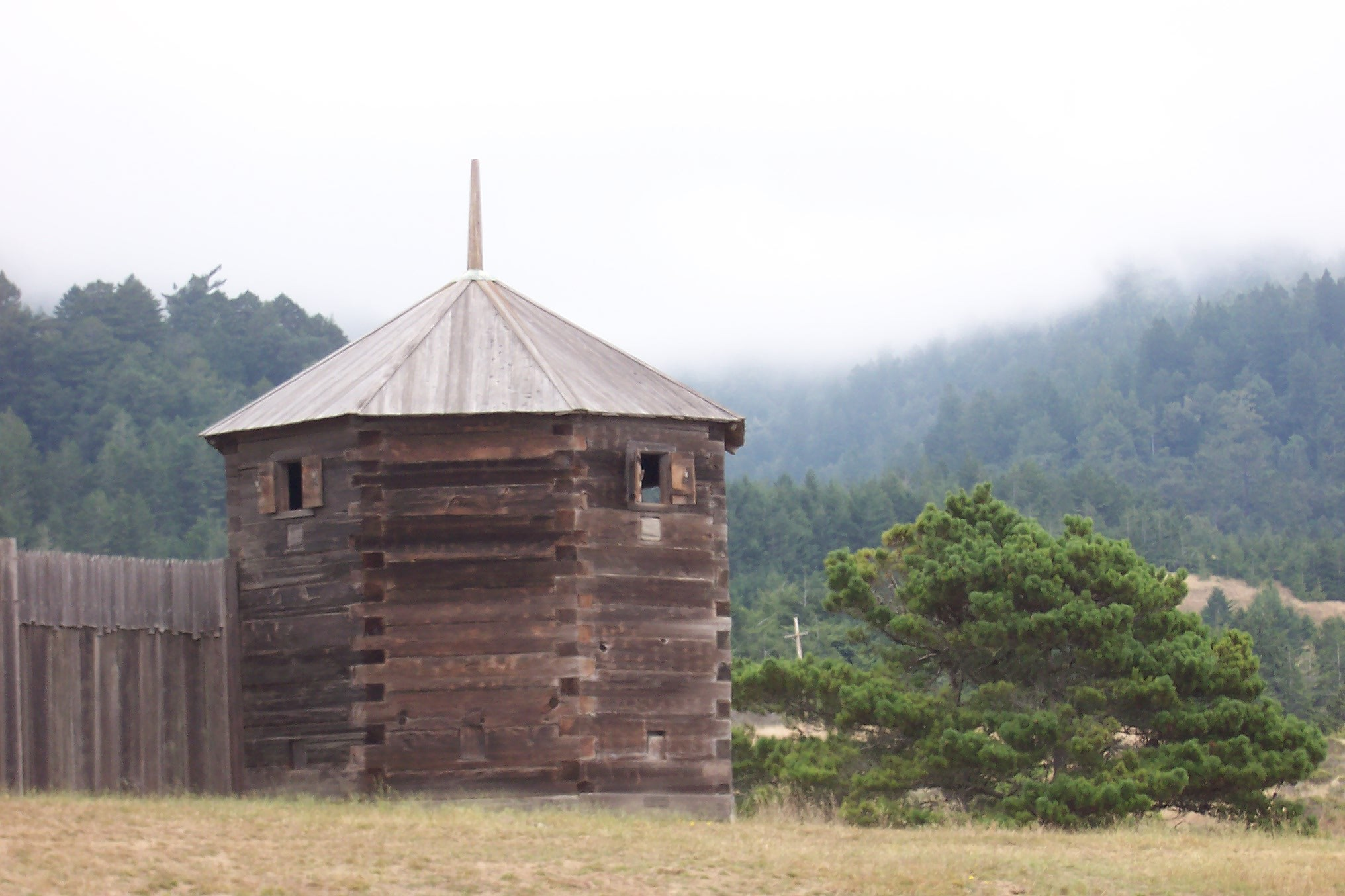
Un des bâtiments de Fort Ross.

Le capitaine britannique James Cook, à mi-chemin de son troisième et dernier voyage d’exploration, et malgré l'interdiction édictée par l'Espagne à tout navire étranger de naviguer le long de toute la côte ouest au nord du Chili, dresse au cours de son voyage de 1778 la carte de la côte de la Californie jusqu’au détroit de Béring.
La ville de Yerba Buena (aujourd’hui connue sous le nom de San Francisco), est fondée par l’explorateur britannique George Vancouver, qui avait servi sous le commandement de Cook.
Les Français s'intéressent eux aussi à la Californie. En effet, dans la seconde moitié du XVIIIe siècle, les contacts entre les marchands français et l’Amérique du Sud se multiplient, et c’est tout naturellement qu’ils arrivent en Californie. Le premier Français à y poser le pied est Jean-François de Galaup, comte de La Pérouse, qui, en 1786, mène un groupe de scientifiques et d’artistes dans un voyage d’exploration ordonné par Louis XVI. Le groupe est accueilli à Monterey et compile de nombreuses informations à propos du système des missions californiennes, du territoire et de ses habitants. Des marchands, baleiniers et missions scientifiques françaises arrivent durant les décennies suivantes. C’est le début d’un intérêt croissant des Français pour la Californie.
Au début des années 1800, des marchands de fourrure de l’empire russe, qui a déjà pris possession de l’Alaska, explorent brièvement la côte californienne et installent des comptoirs commerciaux jusqu’à l'actuel comté de Sonoma. Ils chassent les loutres pour leur pelage jusqu’aux Channel Islands vu que le nombre de phoques et de loutres d’Alaska commence à diminuer fortement. L’une de leurs bases les plus connues est Fort Ross érigé en 1812, où viennent aussi des savants et des naturalistes de l’Académie impériale des Sciences qui s’empressent d’étudier la Californie.Néanmoins, les besoins matériels et le manque de force militaire aidant, le gouverneur Arrillaga (1792-1794 et 1800-1814) comme le commandant de San Francisco s’accommodent de leur présence : tout en affirmant avec force l’illégalité de l’établissement russe, ils tolèrent des échanges ponctuels (marchandises russes contre grains californiens),.
Les Espagnols voyant dans l’arrivée des Russes une concurrence et une menace, la métropole interdit tout commerce avec eux, mais la contrebande contourne ce principe. Lorsque le comte Rezanov, un noble russe dirigeant un navire de commerce, quitte le Presidio de San Francisco, c'est après avoir demandé la main de sa fille au commandeur espagnol, dans la visée d'améliorer les négociations. Le décès prématuré de Rezanov en Sibérie empêche le mariage et les Russes n’avancent plus par la suite : ils quittent le territoire le 1er janvier 1842.

## LeXIXesiècle
Le premier quart du XIXe siècle continue la lente colonisation de la côte californienne. En 1820, l'influence espagnole s'étend, du sud au nord, de San Diego au nord de la baie de San Francisco. Les colons maîtrisent des bandes côtières larges de 40 à 80 km, au-delà desquelles environ 200 000 Amérindiens vivent à l'écart du pouvoir espagnol. En 1819, la signature du traité d'Adams-Onís fait du 42e parallèle la frontière nord de la Californie, qui n'a pas changé depuis. Cependant, le XIXe siècle va être le cadre de grands bouleversements dans la région, qui vont propulser cette province espagnole peu peuplée au rang d'État américain célèbre et prisé.

### De la Haute-Californie espagnole à la Haute-Californie mexicaine[28]
Dès le début des troubles, provoqués par l’invasion napoléoniennes de l’Espagne, les autorités de Haute Californie proclament leur fidélité à la monarchie des Bourbons d’Espagne. Cette fidélité dure jusqu’à la proclamation de l’indépendance du Mexique. Cela s'explique par la précarité des colons et de leurs institutions à la périphérie de la Nouvelle-Espagne . La population européenne (environ 3 200 colons) est faible, comparée à celle des autres États du pays. Elle se concentre surtout sur le littoral sud-ouest, entre Los Angeles et San Diego, essentiellement dans les 21 missions fondées entre 1768 et 1823. De plus ces missions dépendent pour leur approvisionnement en espèces et partiellement pour les matières premières d’un bateau envoyé par la vice-royauté de Nouvelle-Espagne annuellement auquel s’ajoute un commerce illégal avec des marchands étrangers (américains, anglais et russes) . Cette précarité liée au processus de pacification colonial en cours, l’importance des missionnaires né en Espagne et un attachement religieux à la monarchie permettent d’expliquer l’absence de soutien à l’indépendance mexicaine ou latino-américaine. Les Californiens sentent leur statut mieux défendu comme une des colonies de Madrid que comme une dépendance soumise à un gouvernement national centralisé à Mexico.
Parallèlement, des affrontements armées avec les natifs continuent pendant toute la période. A ces troubles, s’ajoute le sac de Monterey (capitale de la Haute Californie à l’époque) par un corsaire français au service des insurgés. Cela renforce encore la fidélité des colons à la monarchie espagnole.
Néanmoins, dès cette période, et en particulier dans la deuxième moitié des années 1810, cette unanimité des colons soutiens des Bourbon d'Espagne est mise en tension par des conflits préexistants, liés aux ambiguïtés et contradictions du projet colonial : il y d'une part, la compétition entre les colons séculiers (pour la plupart d’anciens soldats) et les missions religieuses pour les terres, et, d'autre part, les tensions entre les indigènes et les missionnaires qui les tiennent en tutelle (qu'ils soient néo-chrisitianisés ou main-d’œuvre).
Le premier mouvement independantiste liberal echoue. Mais entre 1814 et 1820 le retour des Bourbons et la réaffirmation de leurs pouvoirs provoque une forte réaction des élites que ce soit en metropole ou dans les colonies. En Nouvelle-Espagne cela permet une alliance des insurgés libéraux hostiles aux Bourbon avec les conservateurs qui n'acceptent pas les excès de pouvoir royaux. Cela permet la victoire des mouvements d’indépendance.
Le 28 septembre 1821, l’indépendance du Mexique est proclamée. En avril 1822, le gouverneur espagnol de Nouvelle-Californie, Pablo Vicente de Solá, convoque les commandants des forts et des compagnies auxiliaires, ainsi que le président et le préfet à la tête des vingt missions franciscaines de la province pour débattre de l’attitude à adopter. Il est décidé de se rallier à l’indépendance.

### La Californie mexicaine entre mécontentement et convoitise

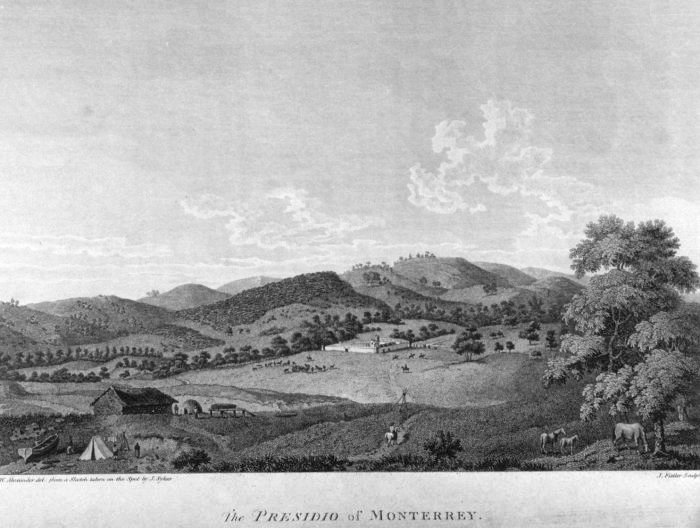
Presidio de Monterey, XVIIIe siècle.

En 1832, le Mexique ordonne la dissolution des missions et le partage de leurs terres, qui vont plus souvent aux colons qu’aux Amérindiens. La vente de ces vastes territoires, appelés ranchos, qui étaient jusqu’alors inhabités, intéresse de nouveaux colons. Ces possessions sont surtout utilisées pour l’élevage du bétail par les rancheros, leurs dirigeants, qui sont aidés par les convertis amérindiens des missions. Une élite se forme parmi ces rancheros, qui prend rapidement de l’importance au sein de la province mexicaine.
La Haute-Californie est à cette époque contrôlée par un gouverneur choisi par les dirigeants fédéraux de Mexico. La politique mexicaine est de donner une autonomie limitée à la province. Ainsi, une législature, nommée disputación, se réunit à Monterey, mais ses pouvoirs sont en réalité très limités.
Cet état des choses est mal vu par les Californiens, dont le mécontentement apparaît à travers la révolte de la garnison de Monterey en 1828 contre le gouverneur José Maria Echeandia envoyé en 1825. La colonie entre en dissidence et le nouveau gouverneur mexicain Manuel Victoria envoyé après cela est rejeté par tous, y compris les grandes familles qui avaient jusqu'alors soutenu le régime. En novembre 1831, une insurrection dirigée par les nobles s'empare provisoirement de Los Angeles et de San Diego. Un mouvement plus important encore, la « révolution » menée par Juan Bautista Alvarado en 1836, prend en outre, le contrôle de la capitale, Monterey, fait déporter la plupart des officiels, et proclame l’indépendance et la souveraineté de la Californie. Cependant, il ne refuse pas le poste de gouverneur offert par le Mexique en 1837, ce qui met fin à cette autonomie toute relative. En 1842, Alvaredo, haï dans la population du fait de son comportement despotique, est destitué. Lui succède le général Michel Torena qui ne tarde pas à se comporter comme lui. Au printemps 1846, les habitants de la Californie du Nord se rebellent à nouveau et placent Don José Castro, un Californien d’origine, à la tête de la Californie.

#### Une région convoitée par l'étranger

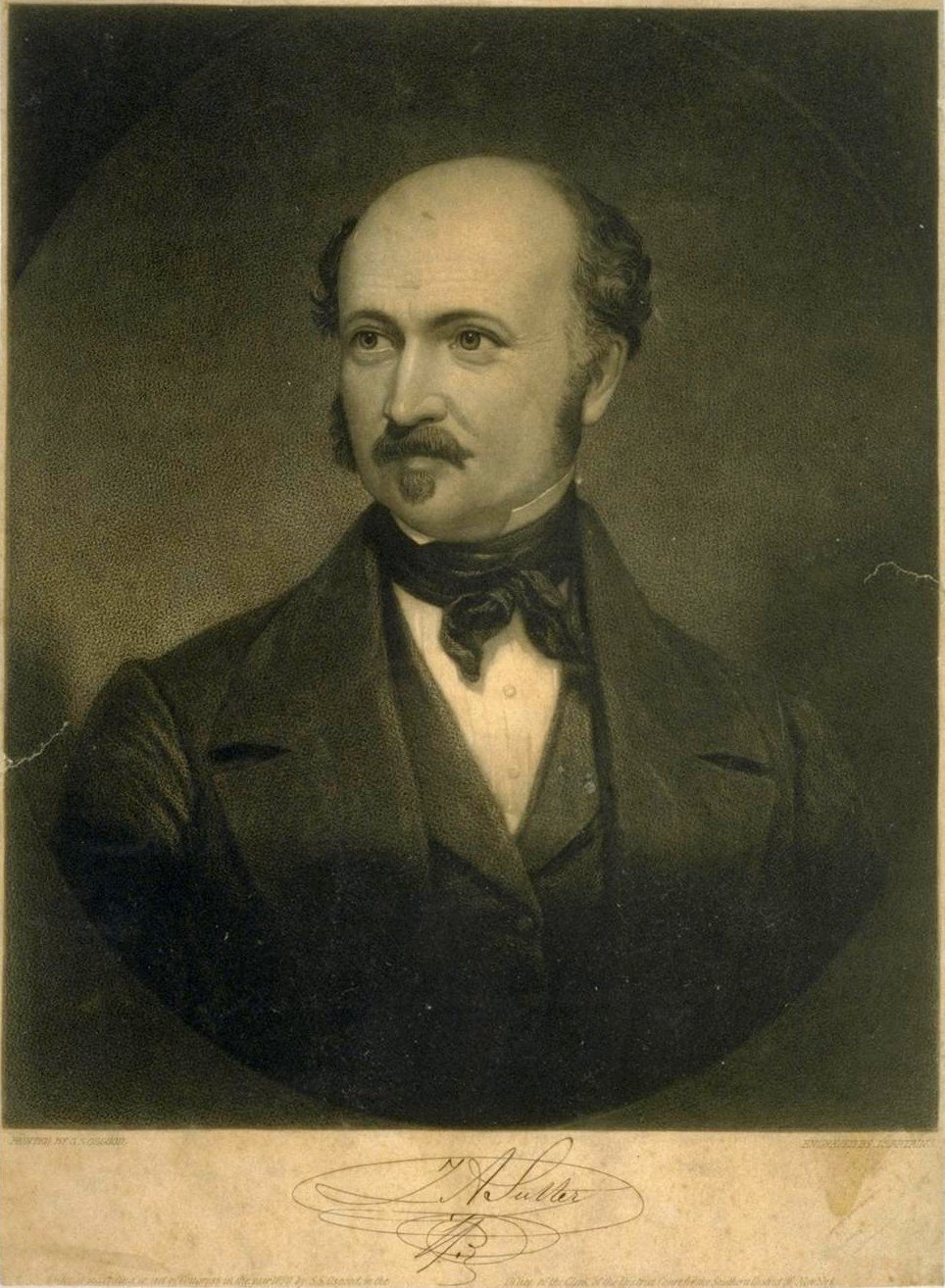
Johann August Sutter.

Le Français Eugène Duflot de Mofras, après avoir dirigé au début des années 1840 une importante expédition scientifique en Californie, publie en 1844 un livre décrivant la région. À cette époque où s'affaiblit la domination mexicaine, un capitaine, Joseph de Rosamel, écrit qu'« il est évident que la Californie appartiendra à la nation, quelle qu’elle soit, qui y enverra un général et deux cents hommes ». En effet, en 1846, la population espagnole de la région est de seulement 4 000 personnes, soit quelque 800 familles, surtout concentrées dans les grands ranchs du sud ; environ 1 300 Américains et un groupe mixte d’environ 500 Européens sont éparpillés entre Monterey et Sacramento. En outre, le Mexique ne considère pas la province comme une priorité, ce qui renforce les ambitions d'autres États. Depuis le début des années 1820, des trappeurs et coureurs des bois canadiens-français, notamment Louis Pichette et Michel Laframboise, travaillant pour la Compagnie de la Baie d'Hudson, parcourent la région en quête de fourrure de castors, loutres et ours. Ils tracent la future piste de la Californie qui finit sa course à French Camp. Par la suite, des Américains et des Britanniques commencent à entrer également en Californie pour y chercher des castors. Utilisant la piste Siskiyou, l’ancienne route commerciale espagnole et, plus tard, la piste de la Californie, ils arrivent dans la province et s'y installent le plus souvent sans l’approbation des autorités mexicaines, ou bien à leur insu. En 1841, le général Vallejo écrit au gouverneur Alvarado qu’il n’y a pas de doute à propos de la volonté de la France de devenir maîtresse de la Californie. Les problèmes du gouvernement français empêchent cependant le pays de mener à bien cette volonté.
Durant une période de désaccord avec les Mexicains, le francophile John Sutter menace de faire lever le drapeau français sur la Californie et se place lui-même, ainsi que sa colonie de New Helvetia, sous la protection française. En 1845, le vice-consul français de Californie, Louis Gasquet, conseille vivement au gouvernement français d’envoyer une force navale. Lorsque les troupes américaines occupent Monterey, il crée un incident diplomatique en refusant de reconnaître le nouveau gouvernement. Durant les 51 jours de sa détention à domicile, il continue à espérer que la France intervienne, mais cela n’est pas le cas. Finalement, ce sont les États-Unis qui vont procéder à la conquête de la Californie.

### La conquête américaine de 1846

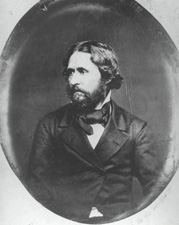
John Charles Frémont.

Lorsque la guerre américano-mexicaine est déclarée, le 13 mai 1846, la nouvelle n’arrive en Californie qu’après deux mois (mi-juillet 1846). Le consul américain de Monterey, Thomas O. Larkin, après avoir entendu les rumeurs de la déclaration de guerre, essaie de conserver la paix entre les Américains et la petite garnison mexicaine commandée par José Castro. L’explorateur, soldat et cartographe américain John Charles Frémont arrive en Californie en décembre 1845 avec une soixantaine d’hommes bien armés, et se dirige vers l’Oregon lorsqu’il reçoit la nouvelle de l’imminence de la guerre contre le Mexique. Ayant entendu des rumeurs selon lesquelles les autorités mexicaines veulent arrêter tous les Américains, 30 colons se révoltent et s’emparent de la garnison de Sonoma. Ils hissent le Bear Flag de la république de Californie à Sonoma le 15 juin 1846. Le 23 juin 1846, Frémont arrive avec ses troupes et prend le commandement des deux forces.
Le Commodore John Drake Sloat ordonne dès lors à ses forces navales d’occuper Yerba Buena (San Francisco) le 7 juillet 1846 et d’y monter le drapeau américain. Le 15 juillet, Sloat cède le commandement à Robert Field Stockton, un chef plus agressif. Le 19 juillet 1846, la guerre est officiellement déclarée. Les forces américaines prennent alors rapidement le contrôle sur la Californie, en à peine quelques jours.
Le Gouverneur mexicain fuit Los Angeles. Lorsque les forces de Stockton entrent dans la ville, le 13 août 1846, la conquête de la Californie semble complète et ne pas avoir coûté de vies humaines. Stockton, cependant, laisse trop peu d’hommes dans la ville et les Californiens, de leur propre initiative et sans l’aide du Mexique, forcent la garnison à se retirer vers la fin du mois de septembre. Les renforts envoyés par Stockton sont repoussés au cours d’une petite bataille à San Pedro.
Finalement, les forces de Stockton et d’un général, Stephen W. Kearny, entrent à Los Angeles sans résistance le 10 janvier 1847. Trois jours plus tard, la « Capitulation de Cahuenga » voit la reddition du dernier corps armé de Californiens, à Fremont. La révolte californienne est ainsi finie.
Par le traité de Guadalupe Hidalgo signé le 2 février 1848, les Mexicains finiront par céder un vaste territoire aux États-Unis (désigné sous le nom de Cession mexicaine) dont fait partie la Californie.

### La ruée vers l’or

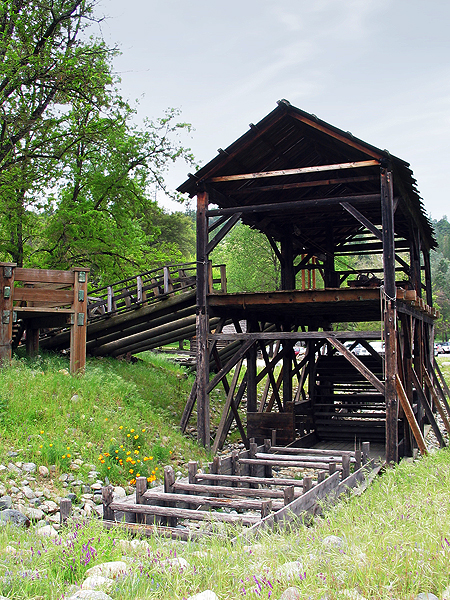
Sutter’s Mill.

En 1848, de l’or est découvert à Sutter's Mill, à environ 64 km à l’est de Sacramento, dans les montagnes, près de la ville de Coloma. C’est le début de la ruée vers l’or. John Sutter était un colon ayant la double nationalité germano-suisse, qui avait colonisé la région de la Sacramento et de Sutter Creek. James W. Marshall, son charpentier, est celui qui découvre l’or le 24 janvier 1848. Sutter ne désire pas que la nouvelle s’ébruite, mais les rumeurs apparaissaient rapidement et sont confirmées en mars par un marchand et vendeur de journaux, Samuel Brannan, à San Francisco. Le 19 août 1848, le New York Herald est le premier journal de la côte est à confirmer la nouvelle. Le 5 décembre de la même année, c’est le président des États-Unis lui-même, James Polk qui l’annonce devant le Congrès.

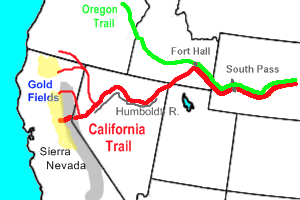
Piste de la Californie (California Trail) pendant la ruée vers l’or.

De très nombreux émigrants affluent dès lors en Californie, surtout depuis le reste des États-Unis, mais aussi des Européens — Français, Britanniques, Italiens et Allemands — qui arrivent vers la fin de l’année, après le Printemps des peuples. On estime ainsi le nombre d’arrivants en 1849 à 90 000 personnes, qui seront appelées Forty-Niners. Les mineurs français sont surnommés les keskydees par les anglophones, car la plupart, croyant revenir rapidement chez eux, n’ont pas appris l’anglais et sont accompagnés par des interprètes auxquels ils demandent souvent : « Qu’est-ce qu’il dit ? ». En 1848 et 1849, 76 tonnes d’or sont extraites en Californie.
La plupart arrivent dans la région soit après un voyage terrestre long et difficile (le long de la piste de la Californie ou California Trail), soit à l’issue d’une croisière faisant le tour complet du continent et passant par le cap Horn (environ 16 000 km). On estime que le nombre d’arrivants a été de 250 000 personnes, ce qui en fait la plus grande migration de masse de l’histoire américaine. Elle a apporté à la Californie une population importante alors qu’il était auparavant impossible, vu le trop petit nombre d’habitants, d’en faire un État des États-Unis.

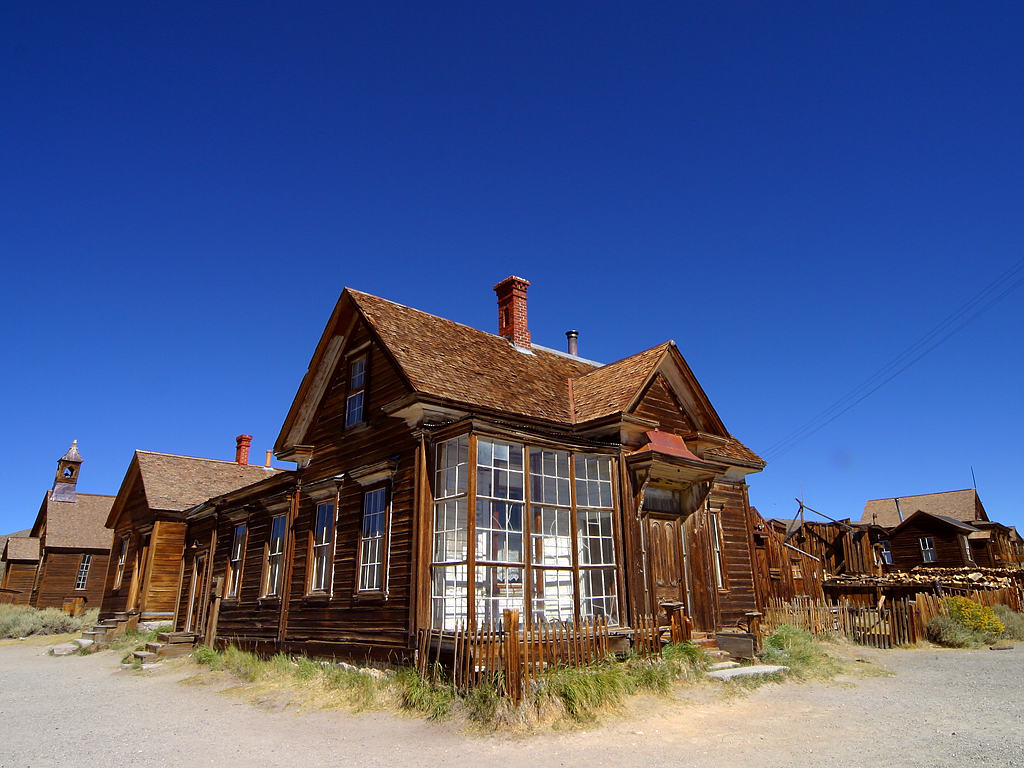
Bodie, une ville fantôme au sud-est de la Californie, abandonnée après la ruée vers l'or.

Les marchands approvisionnant les mineurs s’installent dans des villes, dont certaines apparaissent à l’occasion, situées le long de ce qui est aujourd’hui la State Highway 49, ainsi qu’à Sacramento et à San Francisco. Après une brève période durant laquelle cette dernière semble n’être qu’une ville fantôme, alors que tous les mineurs immigrés sont dans les régions du nord, elle prend subitement son essor et accueille des banquiers qui financent la recherche de l’or. Entre 1848 et 1850, sa population passe de 1 000 à 20 000 habitants permanents. Stockton et Sacramento s’agrandissent de manière semblable.
On considère que la fin de la Ruée vers l'or a eu lieu en 1858, et que seulement 10 à 20 % des réserves d’or de Californie ont été exploitées durant celle-ci. La Ruée fait augmenter la pression qui pesait déjà sur les Amérindiens de la région : les mineurs forcent ainsi des tribus entières à quitter les terres riches en or ou bien les enrôlent pour miner. Certains villages sont aussi attaqués par l’armée et des milices volontaires. Plusieurs groupes répondent aux assauts : les Miwoks et Yokuts de la Sierra Nevada et de la vallée de San Joaquin mènent des raids agressifs à l’encontre des propriétés des colons en 1850 et 1851. Cette guerre, nommée guerre de Mariposa (en), finit néanmoins par ralentir puis par s’achever en 1860 lorsque la maladie, la famine et la violence ont réduit la population amérindienne à environ 35 000 personnes. Plusieurs tribus disparaissent, par exemple les Yanas, dont le dernier représentant, Ishi, est mort en 1916.
La Ruée vers l'or a été rapidement considérée comme un évènement inédit, avec sa part de réussites et ses aspects négatifs ; les témoignages des années suivantes peuvent hésiter entre sa célébration et la nostalgie de l'époque antérieure. Le développement massif et très rapide a entraîné des mutations profondes dans tous les domaines ; l'influence coloniale ne se ressentait bientôt plus vraiment en dehors du domaine agricole, dans le développement lequel la structuration ancienne des propriétés terrestres joua un rôle important.

### Les débuts difficiles du nouvel État américain

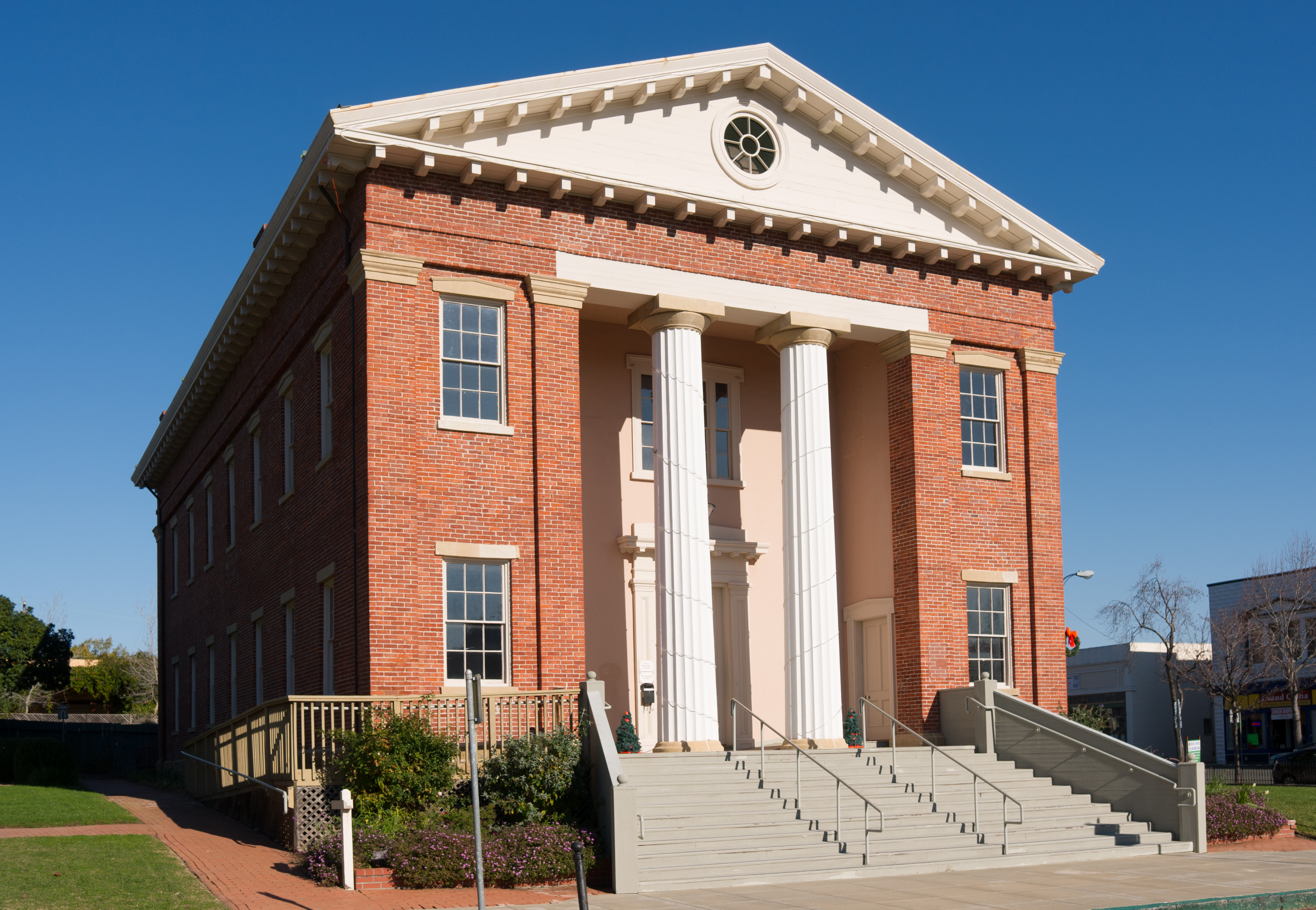
Le troisième Capitole de Californie, situé à Benicia.

Avant que la Californie ne soit officiellement admise dans l’Union, elle occupait une place ambiguë au niveau politique. Elle s’était désignée elle-même en tant que république libre, mais était contrôlée par un gouverneur tout au long de cette période. Ce n’était ni vraiment une république, ni vraiment un district militaire, ni même un territoire fédéral. Bennett Riley (en), le dernier gouverneur militaire, organise une convention constitutionnelle en 1849 à Monterey. Les 48 délégués sont pour la plupart des colons arrivés avant 1846, dont huit sont des Californios. La Convention décide à l'unanimité d'interdire l'esclavage, met en place un gouvernement d'intérim qui va gérer la région pendant dix mois et rédige la première Constitution de la Californie. Finalement, le 9 septembre 1850, elle rejoint les États-Unis en tant qu’État libre grâce au Compromis de 1850, seulement deux ans après la fin de la guerre contre le Mexique. Ce n'était pas la seule possibilité : certains colons pensaient qu'il valait mieux réunir la Californie et l'Oregon dans « une république indépendante du Pacifique dominée par des Américains », considérant que ces régions étaient trop éloignées du reste des États-Unis pour entrer dans l'Union. L'unité de l'État est cependant loin d'être faite : dans les régions peu peuplées de la Californie du Sud, certains habitants désirent être séparés de la Californie du Nord. Une forme d'instabilité va donc régner jusqu’au début des années 1860 dans l'État. En effet, la très rapide augmentation de la population rend tout d’abord l’administration difficile ; elle oblige en outre le choix trop rapide d’une capitale où installer le gouvernement, ce qui conduit à plusieurs déménagements successifs de celle-ci.

#### Choix d'une capitale et organisation de l'État
Ainsi, San José est tout d’abord choisie. Cependant, si elle représente un symbole, puisque c’est la première ville à avoir été fondée en Californie, elle ne possède pas les infrastructures nécessaires pour devenir une véritable capitale et le mécontentement gagne les élus lorsque son accès devient difficile en hiver à cause du mauvais état des routes, par exemple en 1850-1851. Un ancien général et sénateur de l’État, Mariano Guadalupe Vallejo, offre des terres à l’emplacement de la future ville de Vallejo pour en faire la nouvelle capitale. La Législature s’y réunit pendant une semaine en 1852 puis pendant un mois en 1853, mais la même situation se répète : l’endroit ne peut pas accueillir le gouvernement. La capitale est donc très vite déplacée près de la petite ville de Benicia, à proximité de la baie de San Francisco. Une statehouse est érigée dans un style américain ancien. Bien que sise à un point stratégique entre le territoire de la ruée vers l’or et San Francisco, le principal port de la région, la localité est considérée comme inadaptée à de futures expansions. La capitale est par conséquent déplacée à nouveau, cette fois-ci plus à l’intérieur des terres, à Sacramento, localité où elle est toujours située : il y est construit, dès 1860, un capitole néoclassique, ambitieux pour le jeune État encore peu peuplé ; ce symbole du pouvoir accueille la législature d'État de la Californie et le bureau du gouverneur.
La Californie se dote rapidement d'institutions et s'organise politiquement et administrativement. Le 4 janvier 1850, le comité constitutionnel de Californie recommande la création de 18 comtés dont la liste suit : Benicia, Butte, Fremont, Los Angeles, Mariposa, Monterey, Mount Diablo, Oro, Redding, Sacramento, San Diego, San Francisco, San Joaquin, San Jose, San Luis Obispo, Santa Barbara, Sonoma, et Sutter. Les comtés sont par la suite modifiés à de multiples reprises, jusqu’à arriver aux 58 comtés actuels. En tant que divisions territoriales disposant de pouvoirs au niveau local, ils permettent une meilleure gestion du territoire. L'État met également en place un système éducatif, en établissant une première école normale à San Francisco en 1862, une seconde à San José en 1870, et en fondant en parallèle l'université de Californie en 1868.

#### Committees of Vigilance et sentiment anti-immigrant

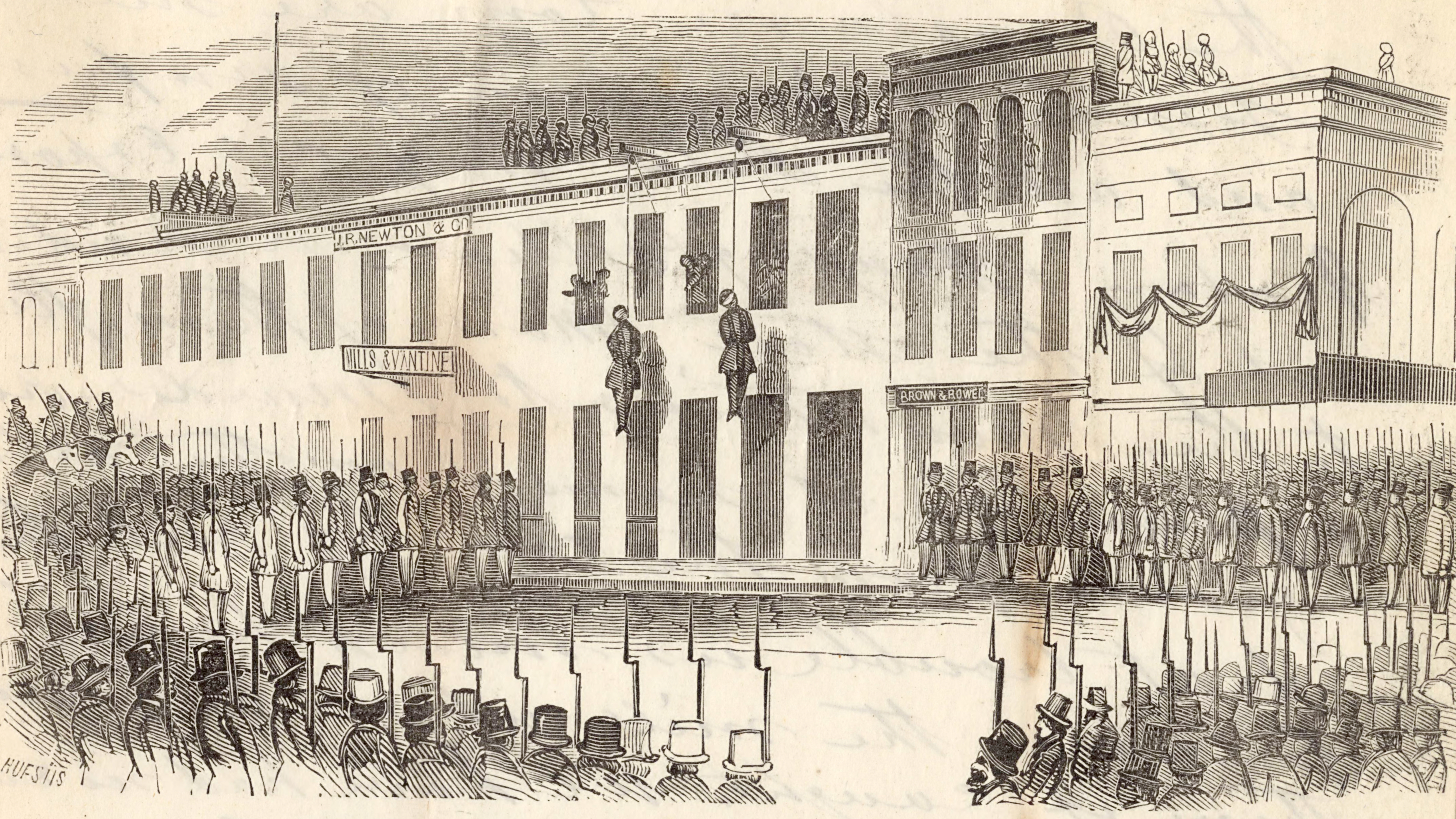
Lynching de Charles Cora et de James Casey par le Committee of Vigilance de San Francisco.

Néanmoins, en ce qui concerne la loi et de l’ordre, l’anarchie semble tout d’abord dominer l’État. Entre 1851 et 1856, on assiste à une montée en puissance des « Committees of Vigilance », des groupes qui profitent du manque d’autorité - par exemple, l’absence ou la faiblesse des forces de police - et de l’instabilité du gouvernement pour exercer leur propre loi. Ces comités, qui pensent que le gouvernement est miné par la corruption, se donnent la tâche de punir les criminels, mais essaient également souvent d’expulser les immigrants voire de les assassiner, surtout des Irlandais. Ceux-ci subissent de nombreux lynchages. Si ces comités, très actifs à San Francisco, vont disparaître après 1856 avec la stabilisation de l’État, le sentiment anti-immigrant et la discrimination vont, quant à eux, longtemps persister. Ces groupes sont financés par des hommes d'affaires ou des propriétaires terriens.
Une loi votée par le Congrès fédéral en 1851 va mettre fin à une autre situation délicate : de nombreux immigrants se sont installés dans les ranchos, au mécontentement de leurs riches propriétaires. La loi a pour but de vérifier la validité des titres terriens des rancheros, après quoi ils peuvent chasser légalement les squatteurs. Cependant, le processus dure en moyenne 17 ans, et toutes les propriétés ne sont pas reconnues, ce qui fait que la plupart des rancheros perdent une grande partie de leur fortune. Cette ancienne élite mexicaine, à laquelle on avait pourtant juré après la conquête américaine que ses terres seraient inviolées, perd ainsi sa prédominance en Californie au profit des immigrants et de leurs descendants.

#### La Californie durant la guerre de Sécession

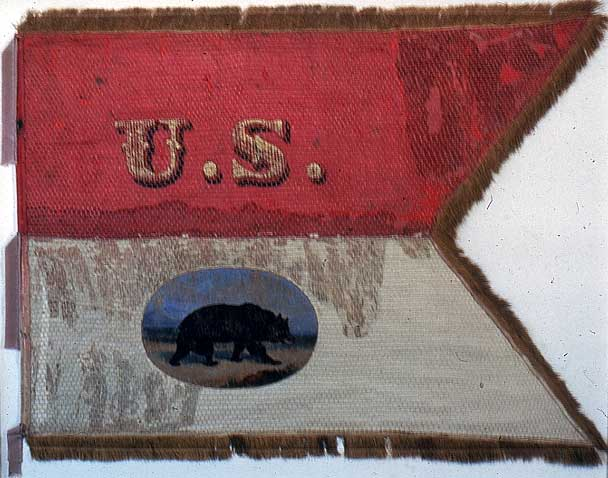
Guidon de la compagnie A du bataillon de Californie du 2e régiment de cavalerie du Massachusetts.

À peine une dizaine d'années après sa formation, l'État est confronté à la guerre de Sécession, qui divise le reste des États-Unis. Le rôle de la Californie dans ce conflit est l’un des domaines les moins documentés de l’histoire des États-Unis et de la Californie. On sait néanmoins qu'elle a joué un rôle distant dans le conflit et qu'elle figurait à l’époque une sorte de microcosme de la totalité du pays, représentant autant le Nord que le Sud. La Californie a en effet été tout d’abord colonisée par des fermiers du Sud et du Mid-West, partisans d’une politique de gouvernement décentralisé et de l’extension des droits accordés aux États. Cependant, une minorité de capitalistes venus du nord-est joue un rôle important dans la politique et les finances de l’État. Après la sécession du territoire de l’Arizona et son accession dans la Confédération, les rumeurs disent que la Californie du sud s'apprête elle aussi à faire sécession, ce qui n’est pas arrivé.
En tout, 88 batailles d’importance variable ont été livrées en Californie, la plupart dans le but de prendre de l’or pour la Confédération. La Californie fournit à l’Union environ 15 000 soldats volontaires, dont peu servent durant les conflits majeurs de la guerre, mais qui contribuent autant que les autres États à l’effort de guerre.

### Les problèmes du développement économique

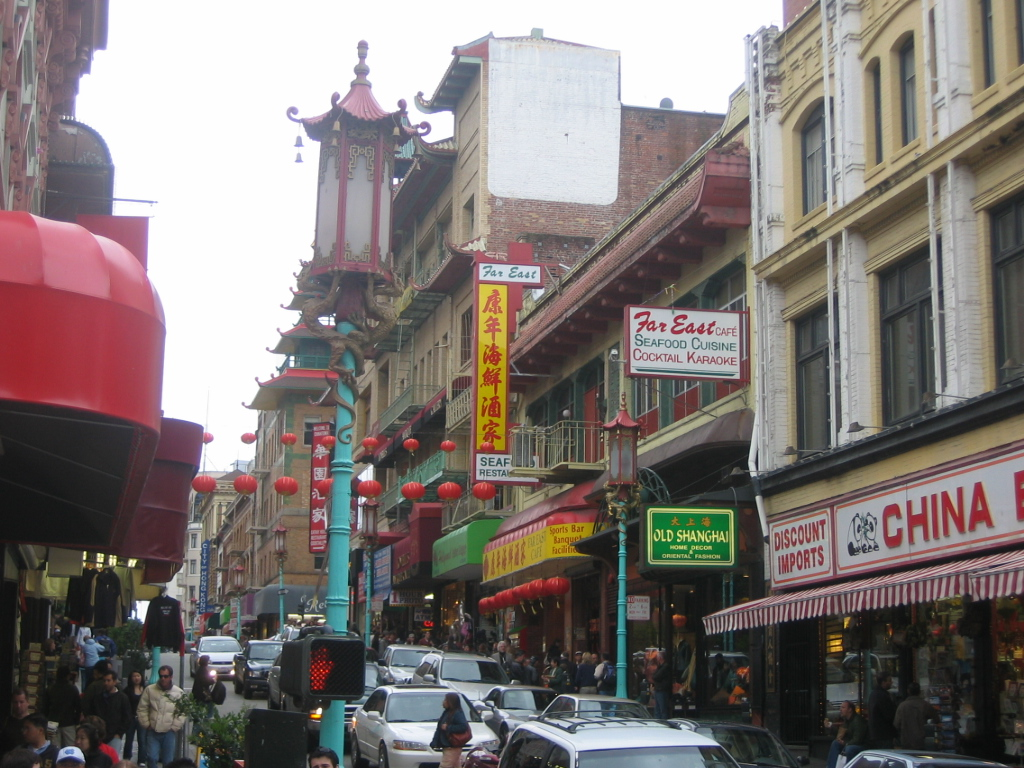
Chinatown de San Francisco.

Après la fin de la guerre en 1865, la Californie continue à se développer. Les mineurs indépendants sont à présent largement remplacés par de grandes corporations minières. De nombreux travailleurs sont renvoyés lorsque des immigrants chinois sont recrutés par les compagnies : les « coolies », qui ont effectué une grande partie des travaux sur les chemins de fer. En 1859, environ 35 000 Chinois sont installés en Californie ; en 1880, ils sont 75 135. Les ouvriers d’origine américaine au chômage se révoltent quand ils perdent leurs emplois tandis que les mineurs chinois manifestent leur mécontentement envers les mauvais traitements qu’ils subissent, autant de la part de leurs employeurs que des autres Californiens. De 1850 jusqu’à 1900, le sentiment anti-immigrés donne naissance à de nombreuses lois qui sont restées en application jusqu’au milieu du XXe siècle. Ainsi, en 1868, le traité de Burlingame restreint l’immigration chinoise. La situation dégénère plusieurs fois, notamment au cours d'une grande attaque de la Chinatown de Los Angeles en 1871, qui cause la mort de vingt-deux Chinois, et d'un conflit similaire à San Francisco en 1877 : la « Chinese question » devient un problème majeur. L’épisode le plus flagrant de cette époque, que résume bien le slogan « The Chinese must go ! » est probablement la création et la ratification d’une nouvelle constitution de l’État en 1879, influencée par la situation économique délicate dans plusieurs secteurs. Des lobbies comme le Workingmen’s Party de Deanis Kearney sont les initiateurs de l’article XIX, section 4, donnant à toutes les villes californiennes ainsi qu’aux comtés le pouvoir d’expulser les Chinois ou de limiter les lieux où ils peuvent résider. Cet article voté en 1882 persiste jusqu’en 1952 et mène au Chinese Exclusion Act de 1882. La Californie fait aussi passer des lois empêchant les étrangers, spécialement les Asiatiques, d’obtenir un titre de possession de terrain, dans la lignée de la California Alien Land Law de 1913.

#### La révolution du chemin de fer

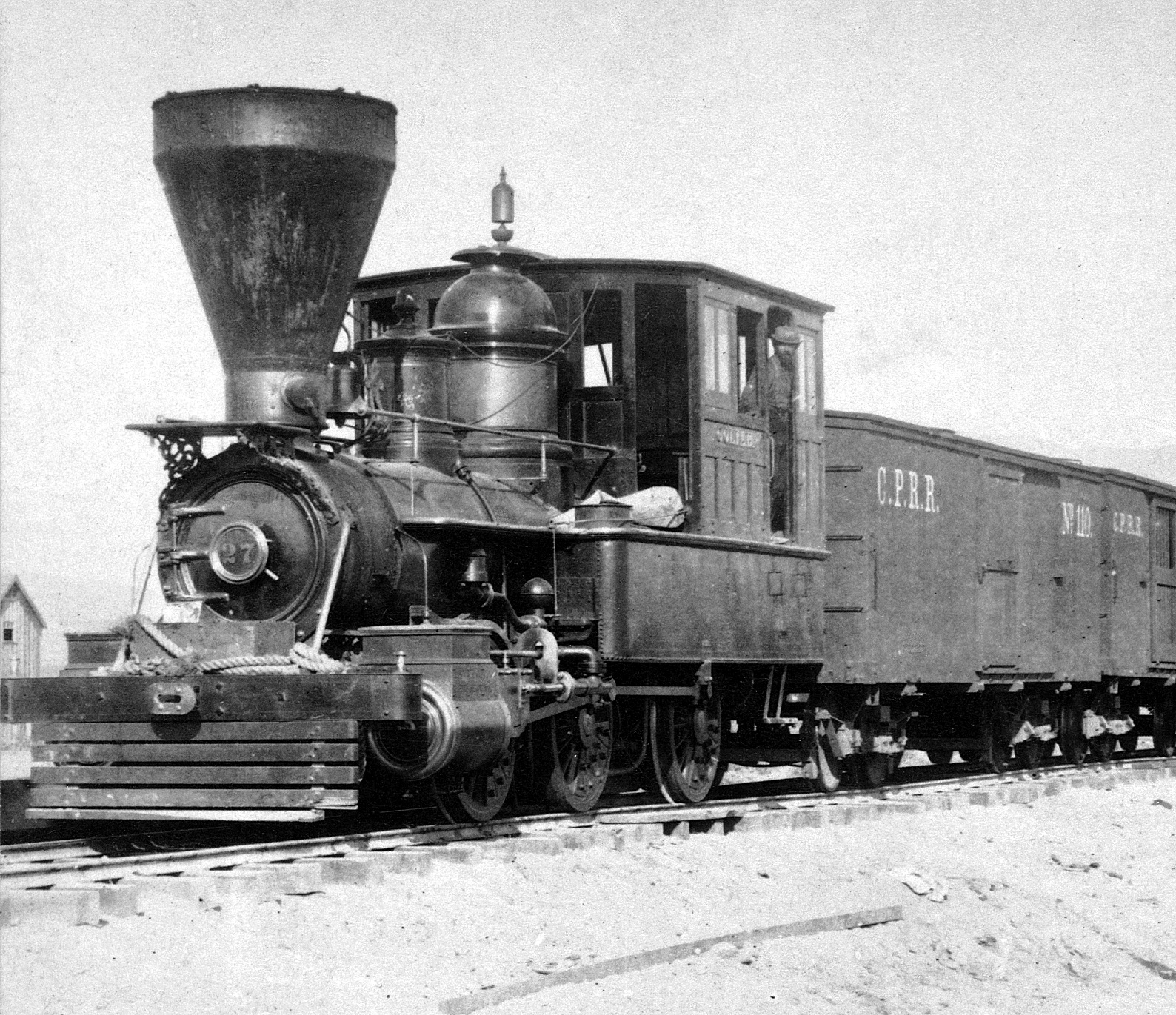
Une locomotive Goliah de la compagnie Central Pacific.

Avant l'arrivée du chemin de fer, la Californie est isolée par rapport aux autres États, malgré les tentatives du Pony Express (courrier) dont l’impact est minimal, et l’introduction de caravanes de chameaux traversant les déserts du sud-ouest. Après la guerre de Sécession, la construction du premier chemin de fer transcontinental en 1869 contribue grandement au rapide développement de l’État. Les directeurs des compagnies s’enrichissent vite et constituent une nouvelle élite qui participe activement à la vie californienne. Les principaux, nommés « Big Four », sont Charles Crocker, Leland Stanford, Mark Hopkins et Collis Huntington. L’agriculture se développe : dans les années 1870 et 1880, la Californie se place à la tête des États en ce qui concerne la production de blé ; c'est le résultat d'une industrialisation du secteur et de la victoire de la grande exploitation commerciale sur la ferme familiale pourtant soutenue par l'État qui y voit l'incarnation des valeurs sociales et spirituelles privilégiées. Toutes les autres industries, dont le tourisme, profitent de l’arrivée des trains et du percement du canal de Panama qui rapproche l'Europe de la Californie, même si une période de dépression suit la fin des travaux. Les lignes se multiplient à l'intérieur de l'État, principalement pour connecter les grandes villes et les banlieues dans le cadre d'une urbanisation qui a déjà tendance à fortement s'étaler : la Pacific Electric Railway, par exemple, relie Los Angeles à sa périphérie ; fondée en 1892, la San Diego Electric Railway est son équivalent pour l'agglomération de San Diego.

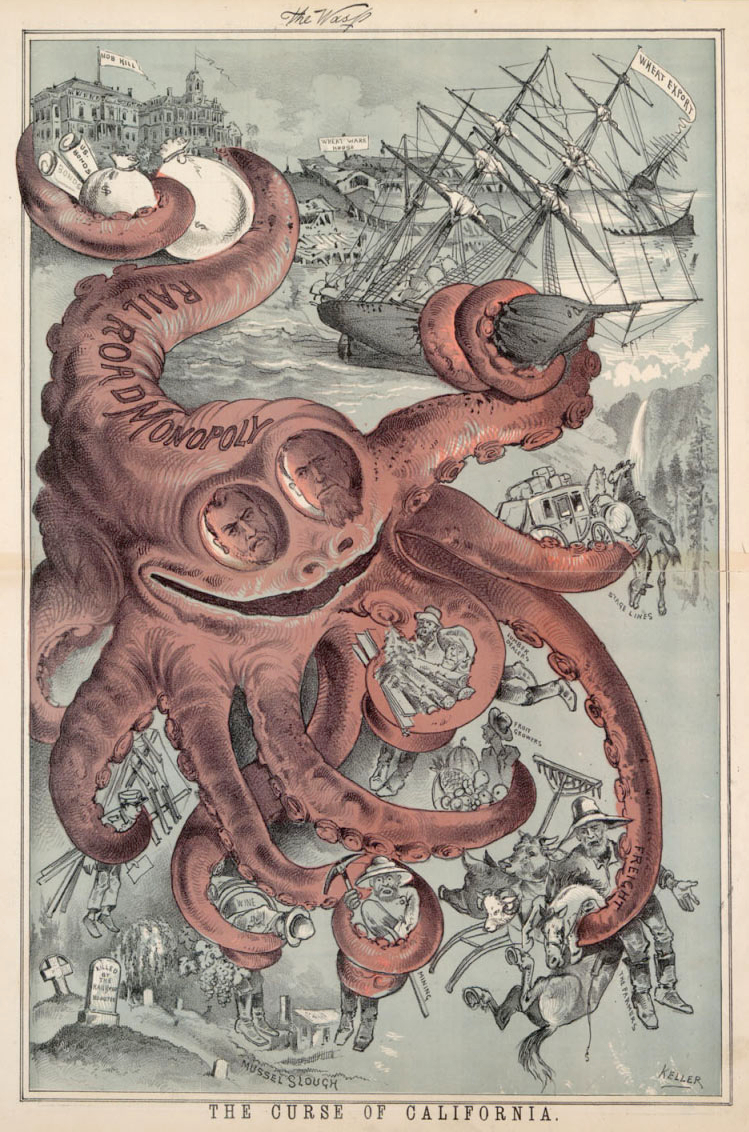
Caricature du monopole de la Southern Pacific Railroad sous la forme d’une pieuvre.

#### Monopole des compagnies ferroviaires et conflits d'intérêts
Cependant ce développement est critiqué : à la fin du siècle, de nombreux Californiens pensent que les Big Four sont devenus bien trop puissants et riches, et qu’ils corrompent le gouvernement. De nombreuses caricatures représentent les grandes compagnies ferroviaires sous les traits de pieuvres contrôlant toute l’économie et les richesses de la Californie. Dans son roman The Octopus : A Story of California, Frank Norris décrit l’asservissement économique qu’imposent les compagnies — dont les dirigeants sont désignés sous le terme de « monstres » — aux agriculteurs de l'État (notamment les membres du Granger movement), et critique vivement les pratiques monopolistiques de la Southern Pacific. En effet, des problèmes apparaissent souvent entre ces firmes et les habitants, notamment quant à la propriété des terres traversées par les lignes, qui mènent jusqu’à des poursuites en justice, qui se concluent le plus souvent en faveur des compagnies. Le roman de Norris s’inspire du tragique évènement qui a suivi l’un de ces procès, le 11 mai 1880, connu sous le nom de « Mussel Slough Tragedy », qui a causé la mort de six personnes à l'issue d'un affrontement armé entre des colons, des employés des chemins de fer, et des agents de l'ordre ayant reçu l'ordre d'expulser les premiers.
Un autre point qui est mal perçu par la population est le fait que les directeurs des grandes compagnies aient une influence politique considérable : Leland Stanford, par exemple, est élu en décembre 1861 au poste de gouverneur de l’État. Certains hommes politiques, et une partie des Californiens, protestent contre ce genre de pratiques : au début du XXe siècle, Hiram Johnson, un progressiste, devient le chef de file de ce mouvement ; une fois élu gouverneur de 1911 à 1917, il met en place des réformes et des mesures de régulation pour lutter contre celles-ci. Des journalistes tels que William Randolph Hearst ont pour cible privilégiée la Southern Pacific durant les décennies suivantes. Autre fait notable, les frog wars : ces conflits sont causés par le croisement de deux lignes gérées par deux compagnies différentes, qui est parfois délibérément organisé par une compagnie pour retarder la construction du chemin de fer de sa concurrente. On peut citer l'exemple de la Southern Pacific, qui bloque la progression à l'ouest du chantier de la Sante Fe jusqu'en septembre 1882, lorsqu'un groupe de citoyens enragés parvient finalement à forcer la direction à abandonner cette méthode. Ainsi, les chemins de fer ont joué un rôle ambigu dans l’histoire de l’État : ils lui ont apporté le développement, la richesse et de nouvelles populations, mais ont d’un autre côté été au centre d’affaires de corruption et de conflits embarrassants.

## LeXXesiècleentre grands succès et problèmes pesants
L'évènement majeur du début du siècle est le tremblement de terre à San Francisco qui, en 1906, détruit une grande partie de la ville et provoque la mort de 452 personnes. La catastrophe a un grand impact sur la population de la cité, mais aussi sur tous les Californiens, puisque les recherches montrent que la faille responsable du séisme, celle de San Andreas, passe aussi près de Los Angeles. Cette découverte a un impact sur les mentalités : depuis les ravages du séisme de 1906, les Californiens s’attendent à un nouveau séisme de cette envergure, The Big One.

### Réussites techniques et dommages collatéraux

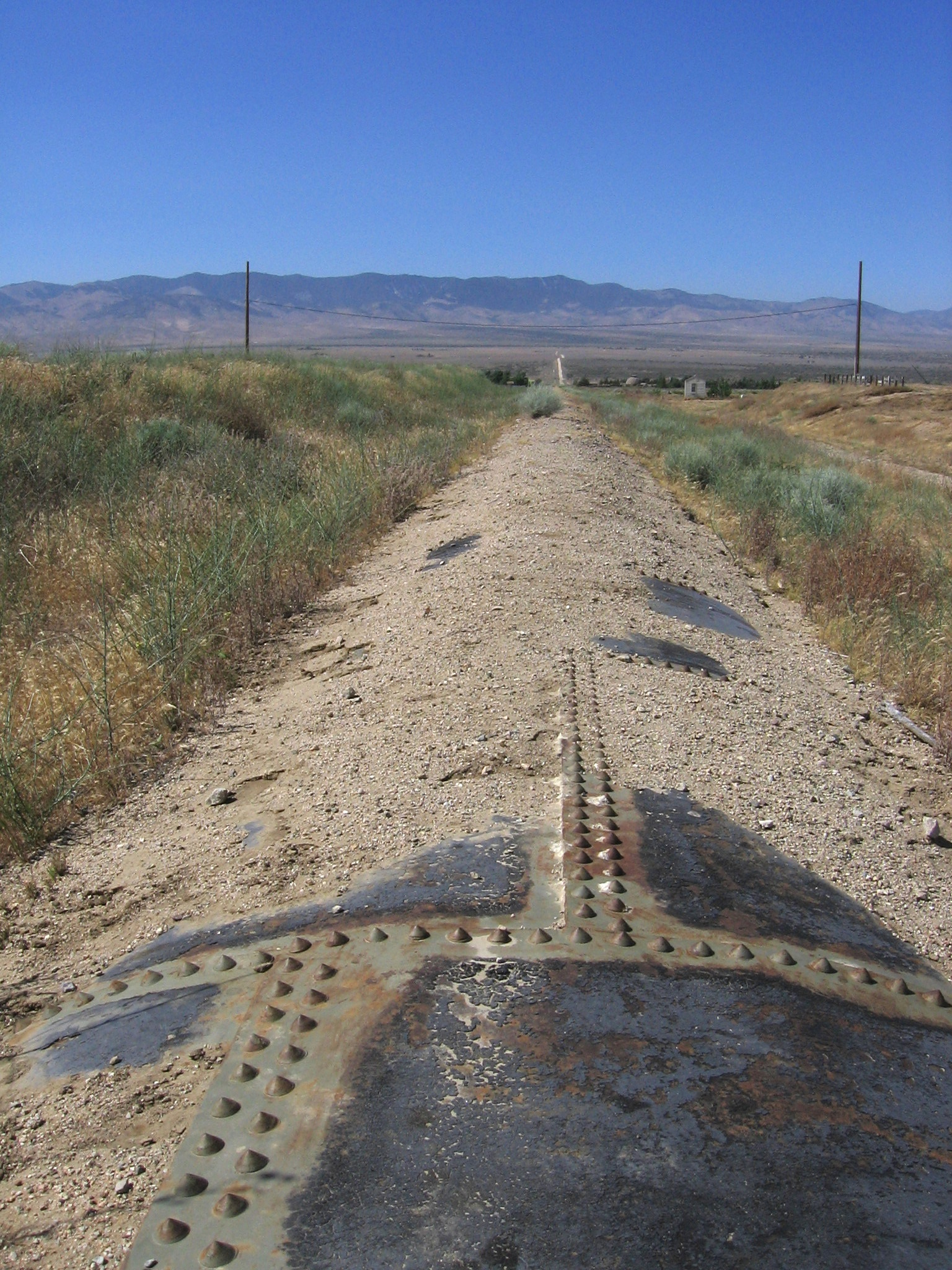
L'aqueduc de Los Angeles.

En 1900, la Californie compte environ 1,5 million d’habitants mais en 1965, 18 585 000 habitants. Elle devient l'État le plus peuplé du pays, dépassant l'État de New York. Plusieurs facteurs permettent d'expliquer la réussite à la fois démographique, économique et culturelle, qui marque la première moitié du siècle. Dans les années 1920, du pétrole est découvert dans l’État, tout d’abord près de Newhall, dans le nord du comté de Los Angeles. Quelque temps plus tard, on en trouve aussi dans le bassin de Los Angeles et dans d’autres régions de la Californie : il devient rapidement l’industrie la plus rentable de la Californie du Sud et attire les nouveaux arrivants. Les premières décennies du XXe siècle voient en même temps la naissance des compagnies du cinéma. Parmi celles-ci, la MGM, Universal et Warner Brothers achètent toutes des terres à Hollywood ; ce petit quartier périphérique de Los Angeles connu sous le nom d’Hollywoodland, va progressivement devenir le centre majeur de l’industrie cinématographique américaine.
Le début du XXe siècle est aussi marqué par plusieurs exploits techniques, dont la construction de l’aqueduc de Los Angeles, qui prélève son eau depuis la Owens River et traverse la Californie de l’est à travers le désert des Mojaves et la Vallée d’Antelope pour alimenter en eau Los Angeles située loin au sud. Œuvre de William Mulholland, il est toujours utilisé aujourd’hui. Son histoire est néanmoins mouvementée : les fermiers de la vallée de l'Owens, qui désapprouvaient le projet parce qu'il détournerait les eaux qu'ils utilisaient pour l'irrigation, décidèrent d'y répondre, la plupart en manifestant, pour certains en utilisant la force : des parties de l'aqueduc furent dynamitées à plusieurs reprises durant des évènements regroupés sous le nom de California Water Wars. Cependant la construction continua ; lorsqu'elle fut achevée, après six ans de travaux, la vallée de l'Owens, devenue aride, n'était plus cultivable. De même, l'Aqueduc Hetch Hetchy, qui utilise les eaux de la Tuolumne, édifié par O'Shaughnessy pour servir San Francisco et sa région, et la construction d'un barrage (en), causèrent l'inondation de la vallée d'Hetch Hetchy. Dans les deux cas, les travaux furent marqués par des pertes de vies humaines, des conflits d'intérêts, des questions politico-financières. Ces deux gigantesques projets préfigurèrent à la fois les succès et les problèmes que la Californie allait rencontrer durant tout le siècle, et posèrent la difficulté de concilier les infrastructures et les développements massifs nécessaires à l'afflux de population avec la préservation de l'environnement.

### Développement de l'aérospatiale californienne

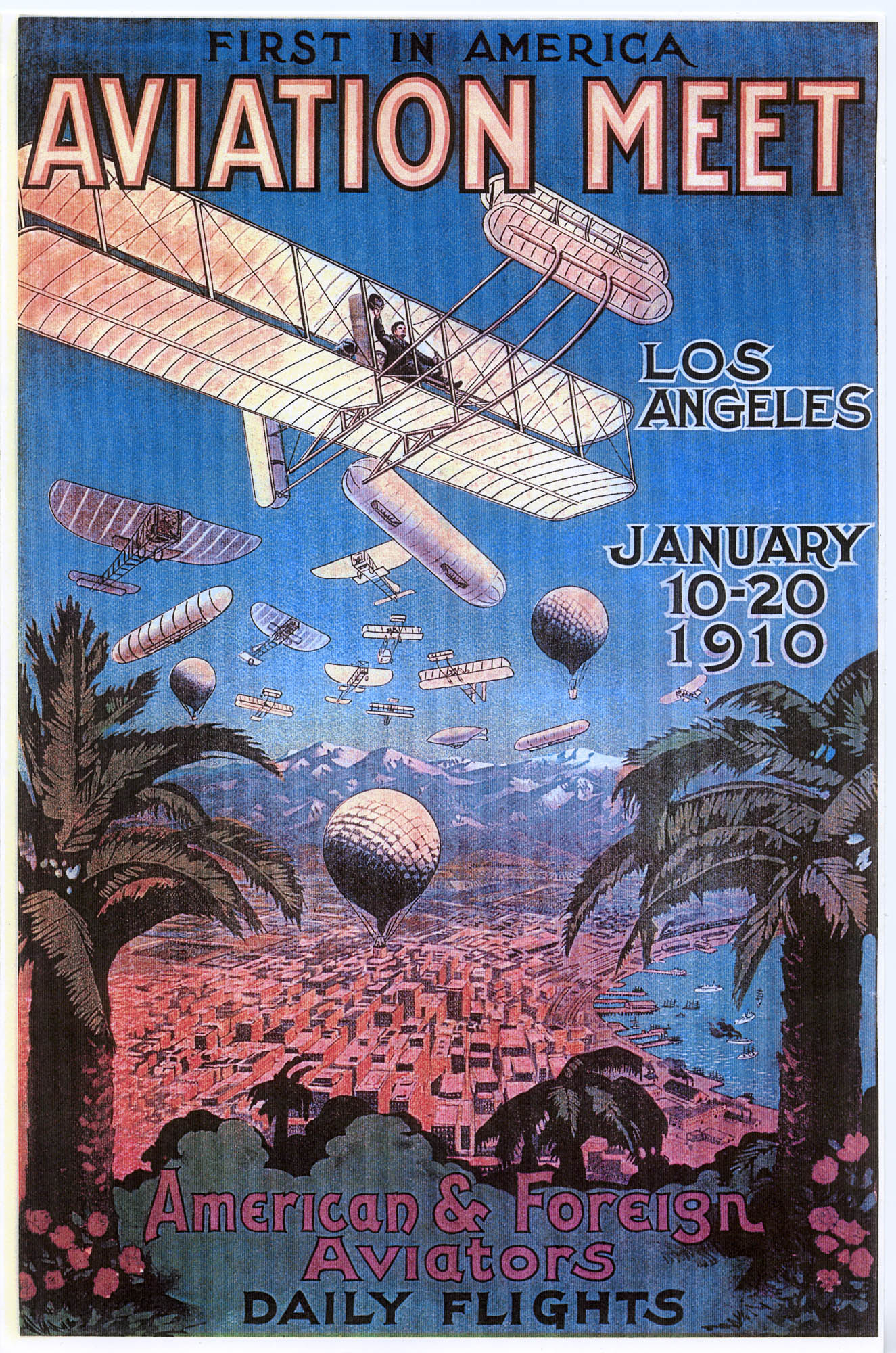
Une affiche de la Rencontre aérienne internationale de Los Angeles de 1910

Le Los Angeles International Air Meet, du 10 au 20 janvier 1910, l'un des premiers spectacles aéronautiques au monde et le premier grand spectacle aéronautique aux États-Unis a lieu dans le comté de Los Angeles, à Dominguez Field, au sud-ouest du Dominguez Rancho Adobe, aujourd'hui Rancho Dominguez, développée par Manuel Dominguez sur un terrain qui faisait autrefois partie du Rancho San Pedro, une des premières concessions foncières espagnoles. La participation s'y élève à environ 254 000 spectateurs sur les 11 jours de vente des billets. Le Los Angeles Times l'a qualifié de l'un des plus grands événements publics de l'histoire de l'Occident. Glenn Curtiss, Bill Boeing et William Randolph Hearst, mais aussi le tout jeune Hawley Bowlus font partie des noms familiers associés à la fabrication d'avions qui étaient présents au salon. La rencontre aérienne de Dominguez Field a ramené l'aviation sur la côte ouest.
La première histoire de l'aéronautique en Californie du Sud est émaillée de triomphes et d'échecs auxquels sont attachés les noms de Archibald Hoxsey et d'autres. Dans les années 1880, John Joseph Montgomery, originaire de Yuba City, en Californie, avait fait des expériences dans une série de planeurs à Otay Mesa près de San Diego. Ces avancées indépendantes sont survenues après des vols planés par des pionniers européens tels que George Cayley en Angleterre (1853) et Jean-Marie Le Bris en France (1856). Bien que Montgomery n'ait jamais revendiqué de premières, ses expériences de vol plané des années 1880 sont considérées par certains historiens et organisations comme les premiers vols contrôlés d'une machine volante plus lourde que l'air en Amérique, ou dans l'hémisphère occidental, selon la source.
L'industrie aéronautique aux États-Unis depuis les années 1920 jusqu'à la Seconde Guerre mondiale, va connaître en une trentaine d'années un développement extraordinaire que même la Grande Dépression ne parviendra pas à briser, et va très vite présenter les caractères de la grande industrie moderne. La Alco Hydro-Aeroplane Company est créée à San Francisco le 19 décembre 1912 par les frères Allan et Malcolm Loughead. En 1916, la société est rebaptisée Loughead Aircraft Manufacturing Company déménage à Santa Barbara. La même année, Jack Northrop, 20 ans, résident de Santa Barbara, y prend son premier emploi dans l'aviation en tant que dessinateur ; les trois vont jeter les bases des deux plus grande société aérospatiale au mode, Lockheed et Northrop. En 1920, Harry Chandler persuade Donald Wills Douglas, Sr. d'ouvrir une entreprise dans la région ; la société fondée sous le nom de Douglas Company le 22 juillet 1921 à Santa Monica, en Californie, loue d'abord des installations dans un studio de cinéma abandonné à Santa Monica. La Hughes Aircraft Company de Howard Hughes est fondée en 1932, et commence dans un hangar loué à Burbank, Le déménagement de North American Aviation, plus tard Rockwell International, à Inglewood en 1935 achève de solidifier la région en tant que centre de production d'avions. En 1928, plus de 20 fabricants de cellules et de moteurs d'avions sont situés en Californie du Sud. De plus, Los Angeles utilise alors des avions pour le transport en commun, ouvrant 53 terrains d'atterrissage à moins de 30 miles de l'hôtel de ville de Los Angeles. L'un d'entre eux, Mines Field, deviendra le LAX. Le succès de ces entreprises est dû en partie à une multitude de talents techniques, diplômés du California Institute of Technology, qui a créé une école d'aéronautique et un laboratoire de recherche associé au début des années 1920. Plus tard, Theodore Von Karman, à la tête de Caltech mettra l'accent sur la coopération avec l'industrie aéronautique. Une des raisons principales aussi du succès de la Californie réside dans le fait que les entreprises qui s'implantent en Californie de Sud sont largement épargnées par les défis du New Deal, et ses prérogatives managériales en matière de travail. Les entreprises aéronautiques en Californie paient des salaires de 20 à 40 % inférieurs à la moyenne nationale de l'industrie. Le Southland est à l'époque du New Deal, largement connu comme le « white spot of the open shop ». À la fin de la Seconde Guerre mondiale, 60 à 70 % de l'industrie aérospatiale américaine sera située en Californie du Sud. En 1944 elle aura employé un demi-million de personnes.

### Émergence de la puissance californienne

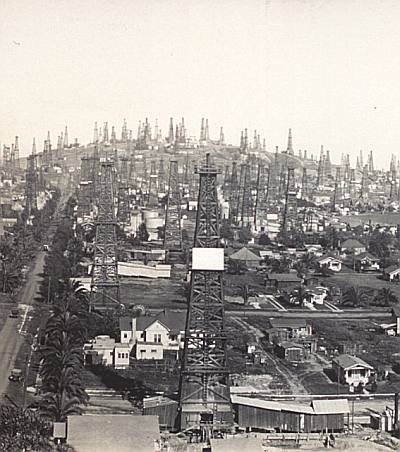
Une « forêt » de grues à pétrole à Signal Hill, près de Los Angeles.

Un autre point important du début du XXe siècle est le succès d’une série d’hommes de loi qui, en exploitant les différences existant entre la loi espagnole et la loi commune anglo-saxonne, réussissent à acquérir les anciens territoires espagnols pour eux-mêmes et leurs clients. Une prise célèbre est celle de la ville d’Anaheim, qui est divisée et vendue à des Allemands et à des fermiers américains. Un grand nombre d’autres terres de ce genre sont protégées par leurs possesseurs pendant quelque temps, comme le Irvine Ranch dans le comté d'Orange.
La Grande Dépression atteint la Californie dans les années 1930. Le livre de John Steinbeck, Les raisins de la colère, décrit cette époque, toujours marquée, comme à la fin du XIXe siècle, par la xénophobie et le nativisme d’une partie de la population, qui pousse le gouvernement à renvoyer une centaine de milliers de Mexicains à la frontière, responsables selon eux de la crise économique. En janvier 1930 à Watsonville, lors d'émeutes ethniques, les ouvriers agricoles philippins américains, bien que citoyens des États-Unis à cette époque (les Philippines étaient une colonie des États-Unis jusqu'en 1946), ont été attaqués pendant cinq jours de violence . Dans le même temps le chômage, en 1931, concerne plus de 700 000 personnes, dont la moitié pour le seul comté de Los Angeles ; tandis que la crise entraîne le déclin de l'agriculture, notamment la culture des agrumes. La croissance en Californie reprend ensuite progressivement, plus vite que dans le reste du pays, principalement grâce à l’agriculture (en 1941, la région produit 90 % du vin et des raisins, et est considérée comme le grenier de l'Ouest américain) et à l'apparition d'industries de défense. Avec son climat méditerranéen, sa terre peu chère, et sa grande variété de paysages, elle attire alors beaucoup d’Américains, spécialement ceux du Midwest, mais le tourisme à l'intérieur de l'État est tout aussi important. Le tourisme emploie au milieu de la décennie environ cent mille personnes ; plus d'un million de touristes découvrent la Californie durant ces années, entre mai et octobre.

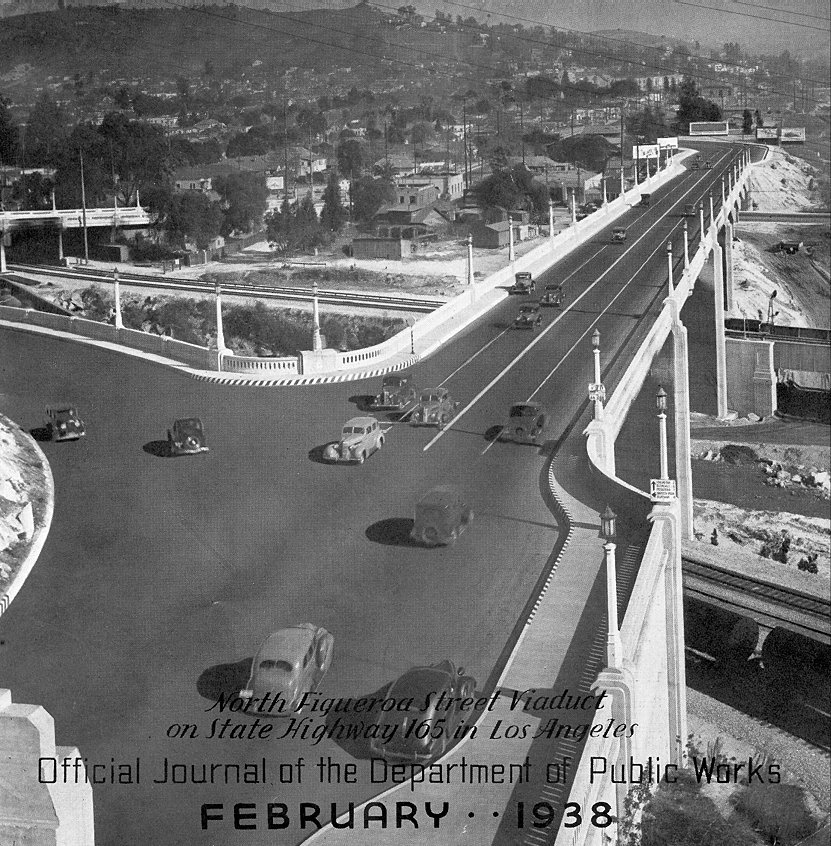
Le North Figueroa Bridge en 1938.

La Lincoln Highway, la première route transcontinentale d’Amérique construite pour les véhicules motorisés, achevée en 1913, est un facteur clé du développement de l’industrie et du tourisme dans l’État : elle relie en effet New York à San Francisco ; des effets similaires suivent la création de la Route 66 en 1926 : en 1940, la voiture est devenue à la fois un composant essentiel et un symbole de la Californie ; Los Angeles, en se dotant de feux tricolores et en construisant plusieurs des premières autoroutes, fait figure de pionnière dans ce domaine et préfigure l'importance que va prendre le développement automobile non seulement dans l'État, mais aussi dans tout le pays.
Au début des années 1930 le secteur du show-business a étendu son empire sur la radio et, au milieu du siècle, la Californie du sud est devenue un centre majeur de la production télévisée : elle accueille de nombreuses chaînes et des réseaux comme la NBC et CBS. L'industrie du cinéma se développe. Beaucoup de westerns de l’époque sont tournés dans la vallée de l'Owens, à l’est de la Sierra Nevada. Les films se déroulant dans le désert sont quant à eux filmés dans la vallée de la Mort et le désert des Mojaves ; les films de pirates à Carmel ; et ceux ayant lieu en hiver sont tout simplement tournés dans les San Bernardino Mountains, ou en studio. Après la déclaration du Troisième Reich, de nombreux artistes et intellectuels allemands rejoignent Hollywood ; entre 1933 et 1941, parmi les 200 000 personnes qui quittent l'Autriche et l'Allemagne pour les États-Unis, plus de 10 000 rejoignent la Californie, et surtout Los Angeles.

#### La Californie dans la Seconde Guerre mondiale

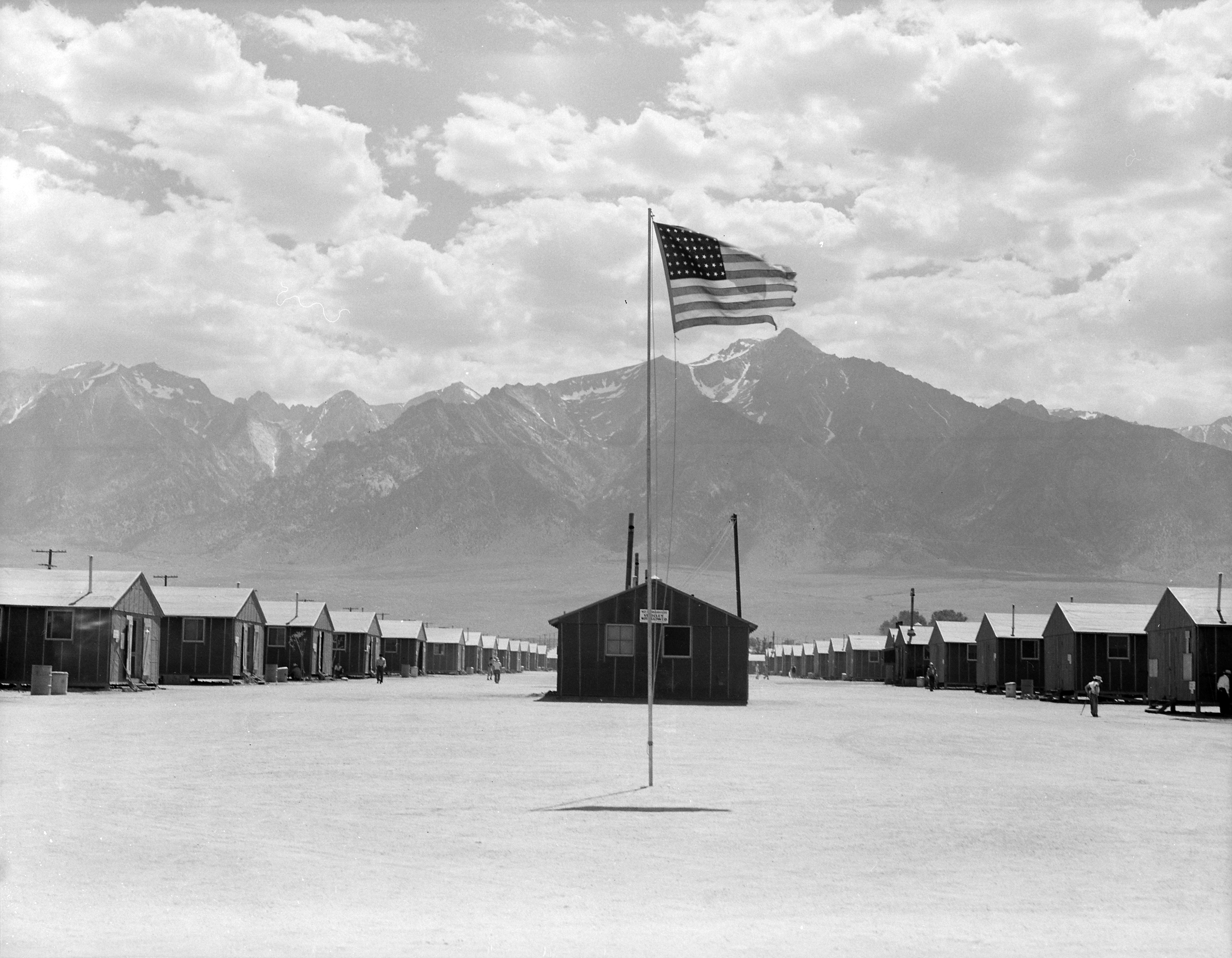
Photographie du camp de Manzanar, où ont été détenus des Japonais américains.

L'attaque de Pearl Harbor marque d'autant plus profondément les Californiens que les journaux entretiennent les jours suivants un sentiment de crainte dû à la relative proximité d'Hawaï. La menace est concrétisée par plusieurs attaques de sous-marins japonais qui, malgré leur relative inefficacité (on peut noter toutefois le naufrage du tanker Montebello), contribuent à instaurer un certain climat de peur, que renforcent les alertes d'attaque aérienne, par exemple celle du 25 février 1942. L'entrée dans la guerre est brutale ; les changements qui l'accompagnent sont d'une rapidité qui a surpris la population elle-même : en à peine sept mois on voit apparaître à Sausalito le chantier naval de Marinship. C'est nombreux que les Californiens se portent volontaires pour participer à des programmes civils de défense. Dans le même temps, alimentée par des rumeurs, la suspicion à l'encontre des Japonais américains grandit, même à l'encontre des communautés bien intégrées ; elle va enfler au fur et à mesure, jusqu'à ce qu'il soit décidé, le 1er mars 1942, sur une proclamation du général John DeWitt, de donner aux autorités le pouvoir d'arrêter systématiquement les Japonais, y compris les Japonais naturalisés américains, et de les enfermer dans des camps de détention comme ceux de Manzanar et de Terminal Island, dans la visée d'assurer la sécurité de l'État. Il faut attendre la fin du conflit pour que ces prisonniers, dont le nombre dépasse 110 000 personnes dans le pays, soient libérés, sur ordre du président Truman.

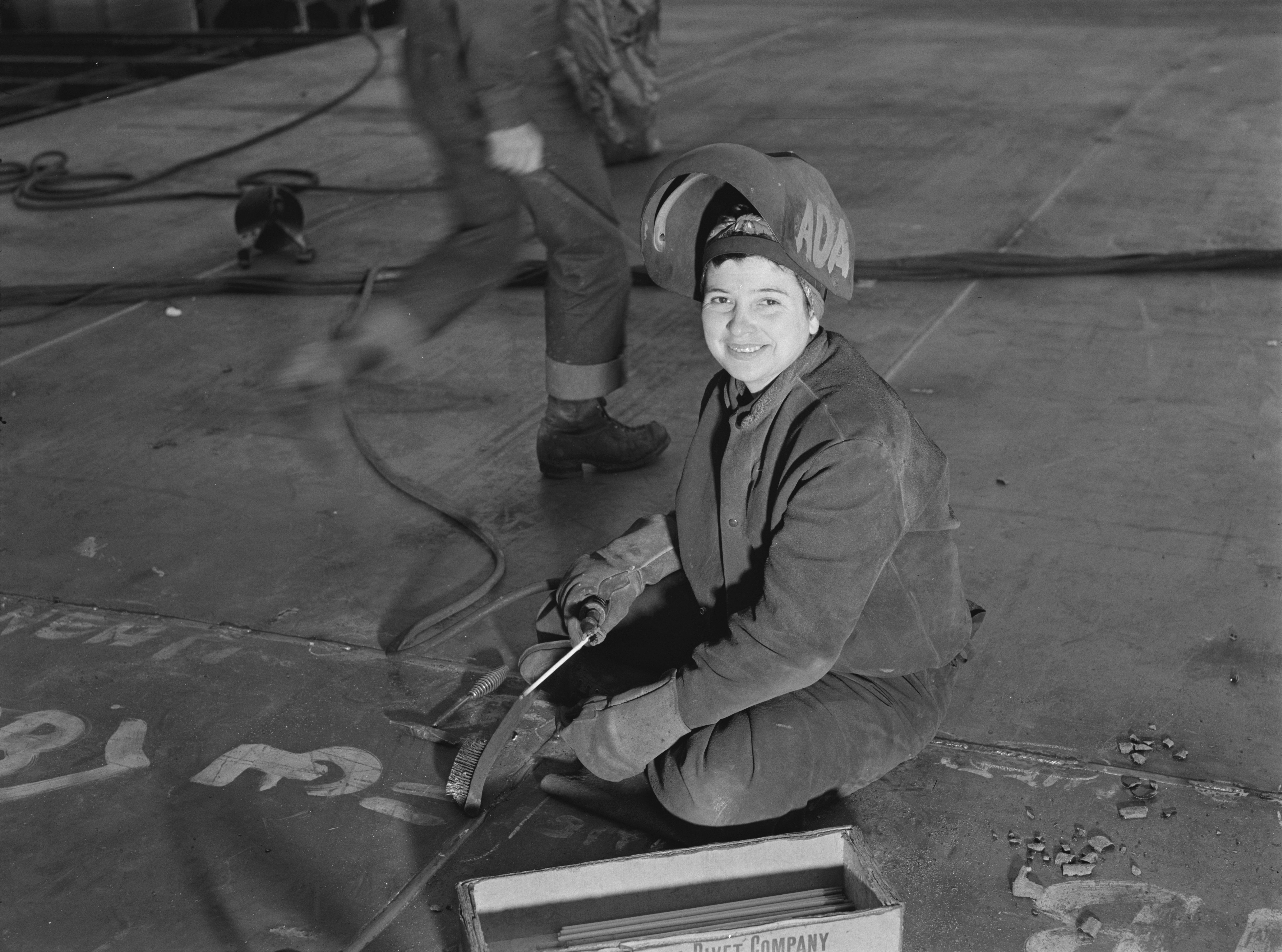
« Wendy the Welder » contribuant à l'effort de guerre aux chantiers navals Kaiser de Richmond.

Durant la Seconde Guerre mondiale, l’État prend son importance dans l’effort de guerre : de nombreuses bases d’entraînement sont établies en Californie (surtout au sud), dont l’industrie aéronautique, qui compte 300 000 travailleurs répartis entre des entreprises comme Douglas Aircraft Company ou Lockheed, est la première du pays. San Diego, Long Beach et la baie de San Francisco, qui devient en 1943 le centre de commandement et le port principal d'embarquement et de ravitaillement de la côte Pacifique, accueillent le gros des chantiers navals du pays. Les liberty ships et les victory ships sont produits en masse, et parfois très rapidement (un Liberty ship a ainsi été construit en cinq jours), dans les chantiers de Richmond faisant partie des Kaiser Shipyards : 747 navires au total, un exploit inégalé, que ce soit auparavant ou après dans l'histoire ; la population de la ville passe de 20 000 à plus de 100 000 habitants, dont la plupart sont employés par les chantiers navals ; en tout, entre 1940 et 1945, 500 000 personnes s'installent dans la baie de San Francisco. Ces arrivées massives nécessitent de la part des agences fédérales un effort important : pour la seule région d'Oakland, elles font construire plus de 30 000 logements publics destinés à loger environ 90 000 travailleurs et leurs familles. Le besoin de main d'œuvre fait que les femmes et les personnes de couleur peuvent accéder à des métiers qui leur étaient jusqu'alors refusés. Attirées par les hauts salaires et pensant que la Californie est à l'abri du racisme, d'importantes populations noires rejoignent l'État, surtout à partir de 1942 : de 124 000 en 1940, la population noire passe à 462 000 personnes en 1950, qui s'établissent surtout dans les zones urbaines notamment à Watts à Los Angeles et à Richmond près de San Francisco ; leur niveau de vie augmente pour la plupart, mais beaucoup restent l'objet de préjugés raciaux qui causent un sentiment de frustration : en 1941, les demandeurs d'emploi noirs ne sont pas acceptés dans nombre d'usines, ou bien relégués aux travaux peu qualifiés ; la situation évolue néanmoins à partir de l'année suivante>, même si des difficultés subsistent, par exemple sur le plan de l'habitat.
Durant la guerre, en Californie, le secteur de la fabrication a vu son économie plus que doubler, et le revenu personnel moyen tripler. L'armée est omniprésente dans l'État. Les vastes déserts et les terres arides du Sud sont utilisés pour l'entraînement de plus d'un million d'hommes. San Francisco est considérée comme la meilleure ville de la côte où passer sa permission ; de nombreux soldats se promettent de venir vivre en Californie une fois la guerre finie.

### L'époque dubaby boom

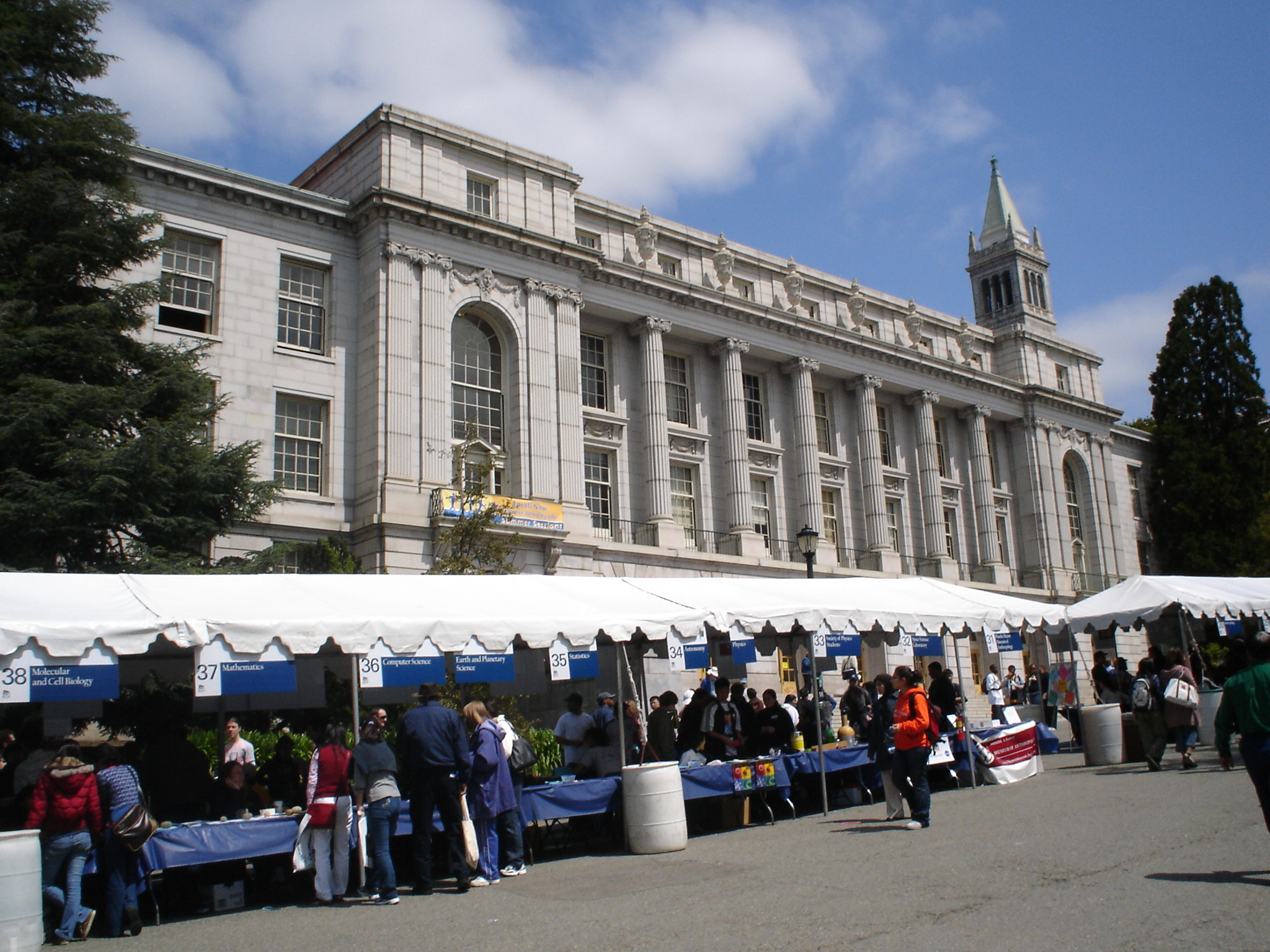
Campus de l’université de Berkeley.

Après la guerre, l’immobilier remplace les industries du pétrole et de l’agriculture comme principal domaine d’activité en Californie du Sud. L'État se modernise et son économie se développe : à Los Angeles, la première autoroute de tout l'Ouest américain, la 110 Freeway, est achevée en 1953, et, en 1955, Disneyland ouvre à Anaheim. Cependant, c'est aussi une période de tensions : en 1965 des émeutes raciales explosent à Watts, dans le quartier de Los Angeles appelé South Central ; 34 personnes sont tuées et plus d'un millier sont blessées.
La population californienne augmente rapidement jusqu’à atteindre 20 millions d’habitants en 1970, lorsque la génération du baby boom arrive à la majorité. À la fin des années 1960 celle-ci s’oppose à la guerre du Viêt Nam par de nombreuses grèves et manifestations, notamment dans le célèbre campus de Berkeley de l’université de Californie, où, le 15 mai 1969, un affrontement entre des officiers de la California Highway Patrol et des manifestants se déroulant près du People's Park provoque un décès tandis que des centaines de personnes sont blessées. Plusieurs commentateurs prédisent même une révolution, mais le gouvernement fédéral promet l’abandon de la guerre, ce qui a lieu en 1974.
La Californie cultive à cette époque l’image d’un État où la vie est facile et le climat paradisiaque. Les chansons populaires de l’époque portent des titres comme California Dreamin, If You’re Going to San Francisco, Do You Know the Way to San José et Hotel California tandis que la culture du surf bourgeonne. La Californie voit aussi l’apparition du mouvement hippie. En 1967, cette tendance atteint alors son paroxysme : c’est le Summer of Love dans le quartier de Haight-Ashbury à San Francisco.

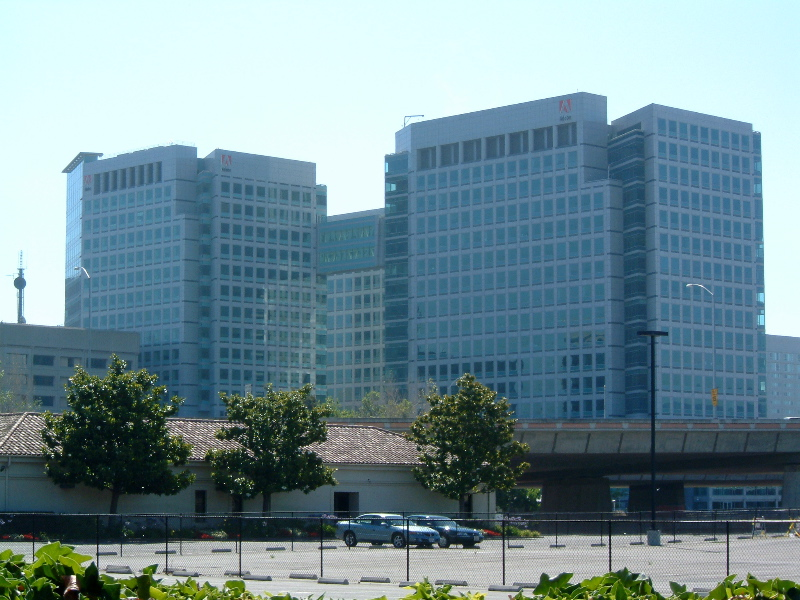
Le siège social d'Adobe Inc. à San José, dans la Silicon Valley.

À la même époque, le « Golden State » vit une expansion commerciale et industrielle sans précédent. L’adoption d’un Master Plan for Higher Education en 1960 permet le développement d’un système d’éducation publique très efficace à travers l’université de Californie et l’université d’État de Californie. Par cette création de main-d’œuvre éduquée, la Californie attire les investisseurs, particulièrement dans les secteurs liés à la haute technologie.
Dans les années 1950, les compagnies de haute technologie de la Californie du Nord commencent une croissance spectaculaire. Les produits principaux sont : les ordinateurs personnels, les jeux vidéo, et les systèmes en réseau. La majorité de ces compagnies est installée dans la Silicon Valley, située dans la vallée de Santa Clarita, au sud de la baie de San Francisco. Vers la fin du siècle, néanmoins, les spécialistes estiment qu’il y a plus de personnes qui quittent la vallée pour l’Inde qu’il n’y a de personnes qui y viennent.
Avant les années 1960, le système légal de la Californie était connu pour la nature incohérente, répressive et arriérée de ses lois, et ses cours de justice chaotiques et désorganisées. Pendant cette décennie, sous la direction du Chief Justice Roger John Traynor, la Californie devient libérale et progressiste, et la Cour suprême de l’État est à présent l’une des plus prestigieuses du pays. Elle est connue pour ses nombreuses innovations, notamment en matière de droit de la famille. Tous ces éléments font que la Californie est reconnue en 1980 comme la huitième plus grande économie du monde.

### Une victime de son propre succès?

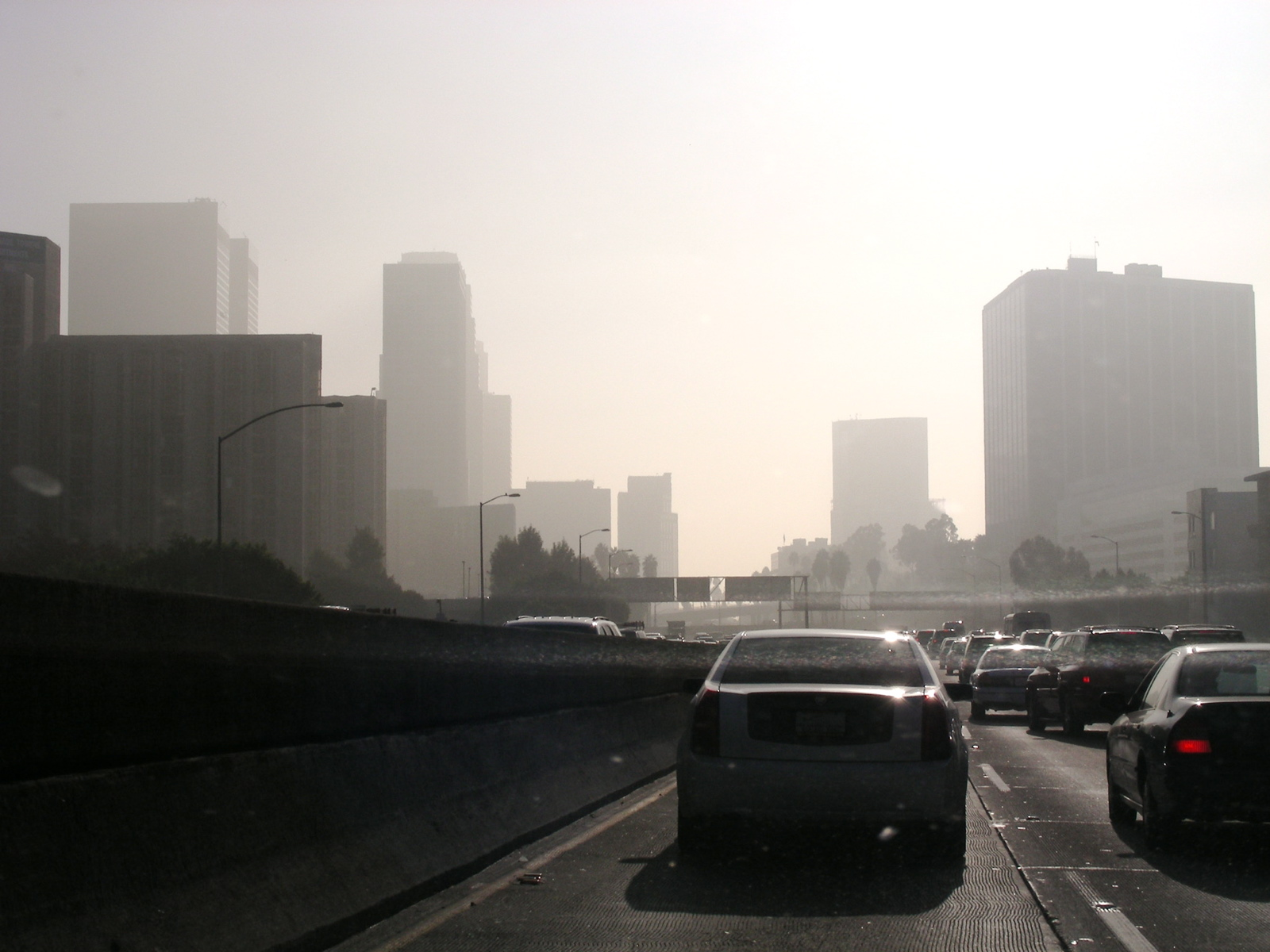
Le phénomène de smog à Los Angeles.

Des millions de travailleurs sont nécessaires pour assurer ces nombreux progrès, or la hausse brutale de la population pose de nombreux problèmes, dont l’étalement urbain, le trafic automobile, la pollution et la criminalité.
Les gouvernements des villes et des comtés sont obligés de limiter la construction au-delà de certaines frontières, ce qui réduit la taille des espaces pour la construction des maisons, etc. Des Open Space Districts sont créés à plusieurs endroits de l’État pour préserver des territoires à leur état naturel. Par exemple, dans la région de la baie de San Francisco, les espaces non-développés permanents permettent la création de grands parcs naturels.
La pollution et le smog qui se développent rapidement dès le début des années 1970 sont aussi des problèmes difficiles à régler. Les écoles sont fermées dans les aires urbaines lorsqu’a lieu un « smog day », c’est-à-dire un jour où la pollution est telle qu’aller dehors est dangereux pour la santé à cause du niveau d’ozone présent dans l’air. Comprenant la nécessité d’arrêter la pollution, la population est prête à changer ses habitudes. Durant les trente années suivantes, l’État met en place une régulation parmi les plus strictes des États-Unis en ce qui concerne la pollution et le smog et encourage les stratégies de non-pollution dans les différentes industries, dont celle de l’automobile. Le résultat est une baisse significative du smog, mais celui-ci est toujours très présent à différentes époques de l’année et dans certaines régions.
Bien que la pollution de l’air ait été amoindrie grâce aux nouvelles lois, les problèmes qui y sont associés sur le plan de la santé continuent à augmenter. La plupart des Californiens résidant dans les grands centres urbains ont des allergies respiratoires, et l’asthme est très répandu. La pollution de l’eau commence à tuer les organismes marins vivant près des côtes. L’empoisonnement des eaux entraîne des comportements anormaux chez les oiseaux, s’ils mangent des algues ou des coquillages contenant, par exemple, de l’acide domoïque, une neurotoxine. En 1961, des milliers d’oiseaux contaminés avaient envahi le nord de l’État et, en juin 2006, plusieurs dizaines de cas ont été recensés.
Au cours du XXe siècle, c’est aussi le visage de la Californie qui a été profondément transformé : certains lacs ont disparu ou se sont considérablement amoindris au fur et à mesure des aménagements ; certains cours d’eau comme la Los Angeles River ont subi l’urbanisation (les rives du fleuve sont bétonnées sur une grande partie de son cours). Les émeutes de 1992 à Los Angeles sont un exemple parmi d’autres des problèmes sociaux principaux en Californie, à savoir les tensions raciales et l’immigration, illustrées par le vote en 1994 de la California Proposition 187 contre l'immigration illégale.

## La Californie auXXIesiècle

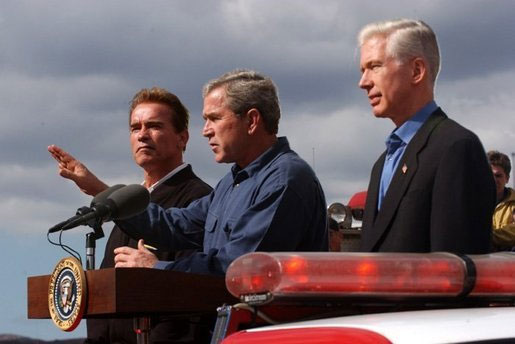
Arnold Schwarzenegger (gauche), Gray Davis, le gouverneur sortant, (droite) et George W. Bush.

Le XXIe siècle commence par une crise de l’électricité faisant suite aux mauvais résultats d’une semi-déréglementation du marché de l’électricité dans l’État. Cette crise énergétique est caractérisée par la combinaison de prix extrêmement chers et de pannes de courant répétées entre juin 2000 et le milieu de l’année 2001 : le 14 juin 2000, 97 000 consommateurs sont affectés dans la baie de San Francisco durant une canicule ; le 19 et le 20 mars 2001, 1,5 million de personnes sont affectées. Le 17 janvier 2001 le gouverneur démocrate Gray Davis déclare l’état d’urgence, qui n’est levé que le 13 novembre 2003.
Davis, gouverneur depuis le 4 janvier 1999, se présente pour un second mandat en 2002 et remporte l'élection face à Bill Simon (en) avec 47,4 % des voix, bien que sa popularité ait décliné durant la crise de l'électricité. Cependant, à peine l’élection achevée, Davis est accusé d’avoir caché un déficit du budget de 34,6 milliards de dollars. L'union de ces deux évènements le rend très impopulaire, et à peu près deux millions de Californiens signent des pétitions demandant la reconduite de l’élection contre Davis. 135 candidats se présentent pour remplacer le gouverneur. Le 7 octobre 2003, 55,4 % des votants soutiennent le rejet de Davis lors de la première phase du vote. La seconde voit l’élection du républicain Arnold Schwarzenegger avec 48,6 % des voix. Entré en fonction le 17 novembre 2003, il est réélu pour un second mandat le 7 novembre 2006 avec 55,8 %.

### Les mandats de Schwarzenegger
Schwarzenegger fait de la lutte contre le réchauffement climatique un élément central de sa politique, qui se distingue ainsi de celle de l’administration Bush. Ainsi, en 2006, l’État californien vote une loi, le Global Warming Solution Act, dont le but est de limiter les émissions de gaz à effet de serre. C’est la première fois qu’un État des États-Unis d’Amérique prend une telle décision, alors que l’État fédéral n’accepte pas le Protocole de Kyoto. Le gouverneur effectue plusieurs voyages officiels — au Mexique en 2006, au Canada et en Europe en 2007, entre autres — durant lesquels s'élaborent des collaborations en matière de réduction des gaz à effets de serre et sont signés des accords commerciaux. Il place la Californie à la tête du débat climatique en Amérique du Nord en créant, le 26 février, l'Initiative des États de l'Ouest, qui l'unit avec l'Arizona, la Colombie-Britannique, le Manitoba, le Nouveau-Mexique, l'Utah et le Washington, dans un programme régional.
Ces dernières années, la Californie a été marquée par des phénomènes climatiques importants et destructeurs dont des vagues de froid comme celle de janvier 2007, et surtout de nombreux incendies dévastateurs, par exemple en octobre 2007 (Incendies de Californie d'octobre 2007), en été 2008 et en été 2009, qui causent des dégâts considérables et font se détériorer la qualité de l'air dans les régions touchées. La crise économique de 2008-2009 l'a également touchée ; le chômage a atteint en juillet 2009 un taux record depuis la Seconde Guerre mondiale (11,9 % contre 7,3 % en juillet 2008) ; en outre l'État subit, en raison du déficit, une crise budgétaire importante, à laquelle répondent des coupes budgétaires et des initiatives controversées, à l'instar du Marijuana Control, Regulation, and Education Act, proposition de loi qui légaliserait et régulerait la vente du cannabis dans l'État.
Le 2 novembre 2010, le démocrate Jerry Brown est devenu gouverneur de Californie avec 53,8 % des voix contre 40,9 % pour Meg Whitman, effectuant son troisième mandat non consécutif à ce poste.
- Incendies de 2015
- Incendies de 2018 (plusieurs)
- Creek Fire (2020)
- El Dorado Fire (2020)
- Incendies de 2025 à Los Angeles

#### En français
- Philippe Jacquin et Daniel Royot, Go west! : histoire de l'ouest américain d'hier à aujourd'hui, Paris, Flammarion, 2002, 362 p. (ISBN 978-2-08-211809-5, OCLC 301685417, BNF 38832312).
- Didier Latapie, La fabuleuse histoire de la ruée vers l'or : Californie, XIXe siècle, Toulouse, Privat, coll. « Mémoire vive », 2001, 157 p. (ISBN 978-2-7089-1714-9, OCLC 319877118).
- Annick Foucrier, Le rêve californien : migrants français sur la côte Pacifique, XVIIIe – XXe siècles, Paris, Belin, coll. « Histoire et société., Cultures américaines », 1999, 428 p. (ISBN 978-2-7011-2638-8, OCLC 44579415).
- Jean-François Miniac, Les Mystères de la Manche, de Borée, 2009. (Un chapitre sur le récit du voyage de l'Indépendance, avec Fanny Loviot, et sur la Loterie des lingots d'or)

#### En anglais
- (en) William Francis Deverell et David Igler, A companion to California history, John Wiley and Sons, coll. « Blackwell companions to American history », 2008, 521 p. (ISBN 978-1-4051-6183-1, lire en ligne).
- (en) Kevin Starr, California : a history, New York, Modern Library, coll. « Modern Library chronicles » (no 23), 2007, 370 p. (ISBN 978-0-8129-7753-0, OCLC 99996509).
- (en) Kevin Starr, Embattled dreams : California in war and peace, 1940-1950, Oxford New York, Oxford University Press, 2002, 386 p. (ISBN 978-0-19-512437-8 et 978-0-195-16897-6, OCLC 47100949, lire en ligne).
- (en) Kevin Starr, Coast of dreams : California on the edge, 1990-2003, New York, Knopf Distributed by Random House, 2004, 765 p. (ISBN 978-0-679-41288-5, OCLC 53019561).
- (en) Gordon Morris Bakken (editor), California history : a topical approach, Wheeling, Ill, Harlan Davidson, Inc, 2003, 220 p. (ISBN 978-0-88295-971-9, OCLC 50006509).
- (en) Robert W. Cherny, Richard Griswold del Castillo et Gretchen Lemke-Santangelo, Competing visions : a history of California, Boston, Houghton Mifflin, 2005, 452 p. (ISBN 978-0-395-95964-0, OCLC 57451323).
- (en) Ramón A. Gutiérrez et Richard J. Orsi, Contested Eden : California before the Gold Rush, University of California Press, 1998, 396 p. (ISBN 978-0-520-21274-9, lire en ligne), p. 49.
- (en) James J. Rawls et Walton Bean, California : an Interpretive History, City, McGraw-Hill Humanities Social, 2006 (ISBN 978-0-07-331326-9, OCLC 144218409).
- (en) Richard B. Rice, William A. Bullough et Richard J. Orsi, The elusive Eden : a new history of California, Boston, McGraw-Hill, 2002, 696 p. (ISBN 978-0-07-241810-1, OCLC 47989899).
- Norris Hundley, The great thirst : Californians and water : a history, University of California Press, 2001, 799 p. (ISBN 978-0-520-22456-8, lire en ligne).
- Richard Henry Dana, Two Years Before the Mast, récit du commerce de peaux et du suif en Californie dans les années 1830
- (en) Sucheng Chan et Spencer C. Olin, Major problems in California history : documents and essays, Boston, Houghton Mifflin, coll. « Major problems in American history », 1997, 496 p. (ISBN 978-0-669-27588-9, OCLC 36297687).
- (en) Roger W. Lotchin, The Way We Really Were : The Golden State in the Second Great War, University of Illinois Press, 2000.